# ウルトラQの登場怪獣
- ウルトラQ > ウルトラQの登場怪獣
- ウルトラ怪獣一覧 > ウルトラQの登場怪獣

ウルトラQの登場怪獣（ウルトラキューのとうじょうかいじゅう）は、1966年にTBS系列で放映された、円谷特技プロダクションの特撮テレビドラマ『ウルトラQ』に登場する怪獣、宇宙人、その他の架空生物・物体の詳細を記述する。
名称や数値などは資料により異なる。本項目ではBlu-ray/DVD『総天然色ウルトラQ』での表記を基準とする。並び順は登場話数順。
本作品の後番組『ウルトラマン』に再登場する怪獣も多い。

## 古代怪獣 ゴメス
第1話「ゴメスを倒せ！」に登場。
学名はゴメテウス（GOMETIUS）。東海弾丸道路・第三工区の地底から出現する。設定では新生代第三紀ごろに生息していた肉食性の獰猛な原始哺乳類であるが、劇中では変温動物であると説明されており、地中温度の上昇によって長い眠りから覚めた。
後頭部には、前方へ向かって弧を描くように曲がった一本角がついている。発達した前腕で地中を掘り進み、両手の鋭い爪と長い牙を武器とする。大きな甲羅状の頑丈な皮膚を背中に備え、敵の攻撃から身を守る。長く地中に生息していたことから、カメラのフラッシュ光などの強い光を苦手とする模様。第三工区の北トンネル工事現場でリトラと対決し、尾を叩きつけたり牙で噛みついたりと獰猛な戦い方で一時は善戦するが、嘴で右目を突かれて形勢が逆転し、最後はリトラのシトロネラアシッドに敗れて絶命する。
- スーツアクターは中島春雄[出典 7]。中島は、ゴジラなど主役怪獣を演じることが多いため絶命するシーンを演じることが少なく、やられ芝居を張り切ってやったと述懐している[14]。また、斜面で尻餅をつくシーンは、演技ではなく実際によろめいたものだったと証言している[14]。
- デザインは東宝特殊美術課の井上泰幸[6]。準備稿と決定稿の冒頭には「哺乳類、胎生、肉食。姿形稍アザラシ状。前後肢に稍退化せるも水かき、特に前肢が極端に発達し、鋭い爪を持ち、上顎より牙が生えている」との記述があり、四足歩行の怪獣と想定されていた[6][16]。
- 着ぐるみは1964年公開の東宝映画『モスラ対ゴジラ』で制作されたゴジラを流用[出典 8]。当初は、『妖星ゴラス』に登場するマグマの着ぐるみが使用される予定だった[23]。『三大怪獣 地球最大の決戦』の撮影終了後に利光貞三、八木康栄・勘寿、開米栄三、村瀬継蔵らによって改造され[18]、円谷特技プロに貸し出された。ゴジラの胴体にサラシを巻き、その上に甲羅や鱗を盛って口の付近に髭をつけるという改造について、開米は「この手法は戻すのも簡単」と述べている[24]。ゴジラのスーツアクターでもあった中島は、一目見てゴジラの着ぐるみだとわかったという[14]。
  - 撮影終了後、ゴメスは返却先の東宝特美課にて『怪獣大戦争』で制作された「大戦争ゴジラ」の頭を挿げ替え、同年5月に上野赤札堂デパートで開催された「怪獣展」に展示された[25]。その後、この「三大怪獣ゴジラの胴体」と「大戦争ゴジラの頭」を接合したゴジラは再び円谷特技プロに貸し出され、開米ら東宝特技課によってジラースに改造された[25][注釈 1]。さらに、このゴジラは再返却先の東宝特美課にて『三大怪獣 地球最大の決戦』時の状態に戻された後、7月から『ゴジラ・エビラ・モスラ 南海の大決闘』でのプール撮影に使用された[25][26]。
- 鳴き声は動物園の動物の声を録音して使用したもの[27]。
- ゴメスは身長が10メートルという設定のため、ミニチュアセットは1/5スケールで造られた[6]。
- 第18話「虹の卵」のシナリオ第一稿と第二稿ではゴメスが再登場する予定だったが、撮影時には着ぐるみがすでに東宝でゴジラに戻されていたため、第三稿（決定稿）より新怪獣パゴスに変更された[28][29]。
- 『総天然色ウルトラQ』では、ベースとなったゴジラの黒茶系の色に撮影で用いた砂や赤土がついて黄茶系になると推測したうえ、特撮では巨大なものには青い照明が用いられることから、緑系で着色された[1][5]。また、本放送当時のソノシートや怪獣ノートなども参考にされた[30]。側頭部の突起は、胴体と同じくウレタンで作られているものという推測から、頭頂部の角とは異なる肉襞と解釈された[5]。
- 古城武司の漫画版『ウルトラQ』ではリトラは登場せずゴメスが単独で出現する展開となっており、史実の戦時猛獣処分を下地にした動物園の飼育員とゴメスの交流を主軸とした物語が描かれている。

## 原始怪鳥 リトラ
第1話「ゴメスを倒せ！」に登場。
古代に生息した鳥類と爬虫類の中間生物で、学名はリトラリア（LITTLALIAまたはLitolaria）。ゴメスと同じく東海弾丸道路第三工区の地底に眠っていたが、工事中に蛹の状態で見つかり、孵化する。最後の武器として口からシトロネラ酸（シトロネラアシッド）という強酸性の液体を放射して浴びせるが、これを使うと自身も体内の呼吸器が溶解して死に至る。
ゴメスとの対決では尾で叩かれたり牙で噛みつかれたりと苦戦するが、ゴメスの右目を嘴で突いたことから形勢は逆転する。最後はシトロネラアシッドでゴメスを倒し、その直後に絶命する。道路完成後、その傍のリトラが息絶えた場所には、次郎少年の手によってリトラの墓が建立された。
- 名前の由来は「リトル（小さい）」から[32][6]。
- 「シトロネラアシッド」は、ミカン科の植物citron（シトロン）の香りを持つイネ科の植物citronella（シトロネラ）と acid（アシッド、日本語で「酸」の意味）の合成語。
- 本話の脚本を担当した千束北男は、ゴメスの天敵は小さい方が視聴者が応援したくなるとの考えから小型の鳥怪獣と設定した[33][34]。先に撮影された第12話「鳥を見た」でのラルゲユウスの特撮が苦労したため、監督の円谷一は監修の円谷英二から鳥はやめるよう言われていたが、それを聞いた千束は意地になったという[33]。
- デザインは東宝特殊美術課の井上泰幸[6][34]。脚本ではクジャクのような優美な姿とされていた[6]。ミニチュアは『三大怪獣 地球最大の決戦』の操演用ラドンを元に利光貞三が造型し[出典 14][注釈 3]、尻尾には孔雀の羽根が使われた[37]。嘴はFRP樹脂製[38]。撮影終了後にはリトラの姿のまま東宝に返却され、倉庫に保管されている写真が現存する[39][18]。後に『ゴジラ・エビラ・モスラ 南海の大決闘』の大コンドルに改造された[36][注釈 4]。
- 『総天然色ウルトラQ』では、デザイン画の配色をもとに着色されたが、一部はミニチュアの材質から判断された[1][5]。とさかはデザイン画では赤かったが、尾羽根と同じくクジャクの羽根が用いられていることから青系の色とされた[1][5]。

## 巨大猿 ゴロー
第2話「五郎とゴロー」に登場。
幼いころに両親を亡くして野猿と共に育ったために人間と話せず、村人からは「エテキチ」と呼ばれて敬遠されている聾者の青年・五郎に懐いていたクモザルが、旧日本軍の体力増強剤青葉くるみを大量に食べた結果、甲状腺ホルモンのバランスが破壊されて巨大化した。伊豆の山中や淡島の海上ロープウェーに出現したことから、大騒動となる。
やがて、ゴローに与えるために農作物を盗み、村人によるリンチを経て警察に逮捕された五郎を探して街にさまよい出るが、警察官の発砲がきっかけで暴れ出す。毎日新報の関デスクの提案で、五郎はゴローをイーリアン島に送るために釈放され、ゴローは五郎から与えられた好物の牛乳に仕込まれた眠り薬で眠らされる。
イーリアン島では日本兵が所持していた青葉くるみを食べ、ゴローと同様に巨大化したとうかがえる大猿が暮らしている。こちらの大猿は、豊富な食糧や島民たちの理解によって友好的な関係を築いている。
- スーツアクター：福留幸夫[8][40]
- 着ぐるみは東宝映画『キングコング対ゴジラ』で作られたキングコングの改造[出典 21]。顔は新調され、尻尾が付けられた[出典 22][注釈 5]。その後、この胴体は同じく東宝映画『キングコングの逆襲』のプール撮影用のコングに使われた[出典 23]。
- 五郎との交流シーンでは、実物大の手のモデルも使用されている[出典 24]。
- 本編は眠り薬入りであることを教えられず、自らの与えた牛乳で眠らされたゴローに対する五郎の心の絶叫（五郎は言葉を発せないため）で終わっているが、『ぼくら』昭和40年10月号に連載された絵物語では横浜港でイーリアン島行きの貨物船上の五郎とゴローを万城目たちが見送るという、後日談が加えられている。
- シナリオでは「ヘリプロン結晶G」によって巨大化したという設定であり[45]、撮影もこの通りに収録された[40]。しかし、その後に武田薬品がスポンサーとなったことから、薬品を原因とすることが忌避され、設定を「青葉くるみ」に変更して一部の撮影とアフレコがやり直された[40][29]。「ヘリプロン結晶G」バージョンの映像は、映像ソフトに特典として収録されている[46]。資料によっては、青葉くるみにヘリプロン結晶Gが含まれているものと記述している[出典 25]。
- 前述の通り、イーリアン島には同様の過程で巨大化した猿が生息しており、島民と共存している。この猿は写真のみ劇中に登場し、着ぐるみもゴローと同一。コロタン文庫『ウルトラ怪獣500』（小学館、ISBN 4-09-281041-5）49頁や『円谷プロ全怪獣図鑑』[10]では、イーリアン島の大猿と掲載されている。
- 第2クールの企画案には、「ゴロー対スペースモンスター（ガラモン）」のタイトルでガラモンと戦うプロットが存在する。
- 『総天然色ウルトラQ』では、当時の獣系の着ぐるみにはクマの毛皮が用いられていることから、ヒグマの毛皮を使用しているとの推測で着色された[1][5]。放送当時の人工着色によるブロマイドも参考にされた[1][30]。

### その他の作品に登場するゴロー
- 中城健の漫画版『ウルトラQ』では、「ヘリプロン結晶G」の語句がそのまま用いられているうえ、その効果にも時間制限があり、眠らされたゴローはまもなく元のサイズに戻るとされた。また、五郎もテレビ本編と異なり、少年として描かれている。
- ビデオ『ウルトラマンのすべて！』（バンダイビジュアル）では、科学特捜隊が創設されることになった理由の説明としてゴローの映像が使われている。
- 『ウルトラゾーン』第5話のミニコーナー「怪獣漫才」では、M1号と共にM1ゴローズというコンビを組み、怪獣消しゴムによる漫才を披露する[47]。

## 火星怪獣 ナメゴン
第3話「宇宙からの贈りもの」に登場。
ナメクジに似た姿の怪獣。半年前に地表撮影を目的として打ち上げられて火星へ到達した後に消息を絶ち、失敗に終わったと思われていた火星探査ロケットが、突然何者かによって地球に送り返されて海中に落下し、その中にあったカプセル内からは金色の球体が2個発見されるが、それはナメゴンの卵であった。卵は宇宙開発局の金庫に保管されたが、金塊と誤解したギャングに奪われる。
1個目の卵は、万城目とギャングの格闘を経てセスナ機で逃亡したギャングが向かった離島・大蔵島の洞窟内の温泉熱で孵化して1体目のナメゴンとなり、長く飛び出した両目から生物を硬直死させる音符状の怪光線を放ってギャングを殺害する。その後、万城目たちにも迫ったところで海中に落ちて一瞬で溶解したため、塩分が弱点であることが判明する。
2個目の卵は、万城目とギャングの格闘中に落ちた際、状況を知らない一平に拾われてチェーンを付けられ、ネックレスとして由利子に与えられてしまう。1体目のナメゴンの事件が解決した後、一ノ谷博士の邸宅で由利子がコーヒーを作っていた時、それを温めていたアルコールランプの火に反応して巨大化し、万城目に投げ捨てられた邸宅の庭で孵化する。「火星人が地球人のやみくもな宇宙開発に対する警告としてナメゴンを送り込んだ」と推測した一ノ谷博士が本多助手に「塩水を用意しろ」と命じる場面で本編は終わるが、その際に「次に火星から送られてくる怪獣は、海水を飲んでますます巨大化し、強靭になる恐るべき怪物に違いない」との旨のナレーションが付される。
- 劇中では単に「火星怪獣」と呼称されている。
- 鳴き声は東宝怪獣のバラゴンの流用[48]。
- 造型は佐々木明[53]。ラテックス特有の淡いアメ色に赤茶系を吹き付けた彩色となっており、湿気を出すために撮影のたびに霧吹きで水を表皮に吹き付けている[54][注釈 7]。造形物は大小2種類が造られた[51]。移動ギミックは東宝映画『モスラ対ゴジラ』『三大怪獣 地球最大の決戦』の幼虫モスラのもの[注釈 8]が流用されている[48][56]。撮影用プロップのうち、眼球部分のみ現存している[1]。
- 終盤の卵が膨らむシーンは、風船で表現された[48]。
- 『総天然色ウルトラQ』では、着色された資料やカラー写真が残っていなかったため、現存する目玉に付着していた塗料や実際のナメクジの色をもとに着色された[1][5]。放送当時のソノシートのイラストなども参考にされた[1][30]。
- 最初期に制作された第3話はTBSでの検討用素材としても用いられ、ナメゴンが好評であったため、作品全体が怪獣路線になったとされる[5][33]。
- 『ウルトラQ』では、どの話も撮影は怪獣と直接絡まないまま進行していたため、由利子役の桜井浩子は演技の際に写真もなく「ナメクジのオバケ」と言われ、想像することしかできなかった[57]。アフレコの際にナメゴンの姿を初めて見て驚いた桜井が円谷英二に「ヌメヌメして気持ち悪い」と話したところ、「そうだろ、そういうふうに作ったから」と返答されたという[57]。

### その他の作品に登場するナメゴン
- 『ウルトラマンメビウス』第22話では、名前のみ登場。物語開始5年前（2001年ごろ）に火星に出現し、バン・ヒロトの母を殺害している[58]。
- 映画『大怪獣バトル ウルトラ銀河伝説 THE MOVIE』では、ベリュドラの右腕を構成する怪獣の1体となっている[59]。
- NINTENDO 64ソフト『PDウルトラマンバトルコレクション64』では、プレイヤーキャラクターの1体として登場。体色は水色。最初は「素早さ」が極端に低いが、育成することで対応可能。覚える技は「溶解液」など。フィールドで「遊ぶ」コマンドを実行すると、目玉で太鼓を叩く。
- 『ウルトラゾーン』第9話のミニコーナー「怪獣漫才」では、モングラーとのコンビ「n&m's」で漫才を行う[47]。第10話のアイキャッチでは、水族館でオットセイと共にショーを行う姿が描かれている[60]。
- 『ウルトラマンZ』では、第22話で描かれた防衛軍のロボットキャンペーンに展示されていた新聞記事内に登場。5年前の日本に出現し、日米の防衛軍による対処をものともせず2週間は日本を蹂躙していたが、新戦力として投入されたセブンガーによって倒された。30メートル級の怪獣の討伐はナメゴンが初めての事例であり、この成功がきっかけでストレイジの設立および編成につながった[61]。なお、同記事では、この個体は火星探査機から発見された宝石状の卵を輸送中に海風に当たり、肥大化したとの旨も述べられている。
- 絵本「ウルトラかいじゅう絵本シリーズ」では、『さるかに合戦』をモチーフとした「カネゴンとかきのたね」に、カネゴン、モチロン、サボテンダー、エレキング、メフィラス星人と共に登場する[62][63]。

## 巨大植物 ジュラン（マンモスフラワー）
第4話「マンモスフラワー」に登場。
有史以前の吸血植物。ジュラ紀に生息していた花であることから命名された。「マンモスフラワー」とも呼ばれる。皇居の堀やビルの地下で大蛇のような巨大な根が暴れ、突然変異によって急速に成長し、まもなく丸の内の日本広告ビルを突き破って茎を伸ばして巨大な花を咲かせて姿を現す。長く伸ばした根で人間の体を搦めとって血液を無数のトゲで吸収し、花からは毒性の花粉を撒く。上空から炭酸ガス固定剤を散布されて枯死し、また吸血根も火炎放射器で焼かれ、処分された。
- 劇中ではジュランと呼ばれず、ただ単にマンモスフラワーと呼ばれる。書籍『ウルトラマン ベストブック』では侏蘭という表記も用いている[8]。
- マンモスフラワーは木槿（ムクゲ）をモデルにしているといわれている[68]。
- 造形には開米栄三[69]と佐々木明[53]が、それぞれの関与を証言している。ブルーバックによる合成のため、青系ではなく赤系の彩色となった[66]。根の造形物は、本編用と特撮用とで形状が異なっている[64]。
- 皇居の堀にジュランの根が浮かぶシーンは東宝の大プールで撮影され、一部のシーンでは松の木を境に2つの画面を実景と合成している[64][70]。
- 開花のシーンは作画合成によるもの[64]。監修の円谷英二はこの描写に最もこだわり、特技監督の川上景司に何度もリテイクを命じたという[64][33]。
- マンモスフラワーは、企画書ではアンモニア水で、準備稿ではアンモニア水と「植物中のH2Oを強力に分解する特殊薬品」によって退治される描写であったが[71][注釈 10]、決定稿の段階で完成作品同様に火炎放射器と炭酸ガス固定剤に改められた。炭酸ガス固定剤は、監督・共同脚本の梶田興治のSFらしさを加味するための提案によるもの[出典 39]。
- 準備稿・決定稿共に、事件から1か月後、再建中の東京広告社ビルがマンモスフラワーの球根が腐ったために大陥没するシーンでエンディングとなるが、本編ではカットされた。この結末は、「ぼくら」1965年3月号所収の絵物語で再現されている[72]。
- 『総天然色ウルトラQ』では、カラー写真が存在しなかったため、美術を担当した佐々木明が後年に描いた絵画が参考にされた[1][5]。特撮ではさまざまな撮影技法を使い分けていたことからカラー化すると違和感が強くなるため、全体を望遠レンズで撮ったような黒みがかった色としている[5]。

### 『ウルトラギャラクシー大怪獣バトル』に登場するジュラン
『ウルトラギャラクシー大怪獣バトル』第2話「五人目のクルー」に登場。
惑星ボリスに突如出現する。ピンク色の綺麗な花を咲かせている。毒花粉でZAPクルーのヒュウガとオキを襲うが、リトラのシトロネラアシッドを浴びて枯れる。
- 本作品ではオキにジュランと呼ばれている。

### 『シン・ウルトラマン』に登場するマンモスフラワー
映画『シン・ウルトラマン』に登場。
巨大不明生物第2号として東京駅に出現し、「マンモスフラワー」と命名される。官民学によって弱点が発見され、火炎放射と炭酸ガスの両面攻撃によって駆除される。
- 制作費削減のためにデータ流用を考慮して出現地は東京駅となった[77]。

### その他の作品に登場するジュラン
- 『ウルトラマンZ』第17話では、バロッサ星人（二代目）が等身大から巨大化する際にジュランの実を吸収している[78][79]。

## 冷凍怪獣 ペギラ
第5話「ペギラが来た！」、第14話「東京氷河期」に登場。
南極の大氷原に棲息する怪獣。「ペギラ」という名は越冬隊員が命名した。大国同士の核実験の放射能の影響でペンギンが突然変異したと言われており、同様の1対の翼（フリッパー）と直立した形態を有する。アザラシに似た顔を持ち、半分閉じたような目と2本の牙、頭から生えた小さな角が特徴。黒煙を噴き出しながら上昇・飛行し、武器として中心部がマイナス130度に達する冷凍光線を放射するが、その際には本来の夏ならマイナス1度程度の南極基地（昭和基地）周辺をマイナス100度にしてしまう超低温と共に反重力現象が周囲に起こり、4トンの雪上車すら舞い上がる。非常脱出の際の飛行速度は、マッハ80以上にもなる。
第5話では、本編の3年前に南極基地の観測所を氷結させ、野村隊員を凍死させている。氷漬けとなった野村隊員の遺体や生きていた犬のサブローが発見されると、サブローが生き延びるために食べていた南極大陸に生育する苔の成分から抽出した物質・ペギミンHが弱点であることが判明し、南極基地を襲撃したところをペギミンHを搭載した気象観測ロケットで迎撃され、苦しみながら黒煙を吹いてどこかへ飛び去る。
第14話では、第5話から1年後の東京に襲来。南極が原子力発電所の爆発事故で温暖化して生存に適さない気温となったため、北極へ向かう途中に東京で休憩したと万城目に推測された。周囲を極低温に氷結させて自衛隊も返り討ちにし、東京を氷漬けにする。最後は、元零戦のパイロットであった浮浪者・沢村照男の操縦するセスナ機の特攻に遭い、搭載爆薬と混合されたペギミンHを浴びせられてどこかへ飛び去る。なお、鳴き声は第5話から変更されている。
- スーツアクター：清野幸弘[80][注釈 13]
- 特殊美術・成田亨と怪獣造形・高山良策のコンビが手がけた初のウルトラ怪獣[出典 45]。井上泰幸による初稿デザインに成田が手を加え[出典 46]、修正稿では成田のこだわりで翼全体が鳥のような羽根に覆われていたが、造型上は妥協して初稿と同様、ラテックスによる1枚羽根の形となった[91]。初稿にも修正稿にも描かれていない頭の角と牙は、着ぐるみの造型時に高山によって取り付けられたものである[出典 47]。身体のイボは高山が造形した時点では存在しておらず、現場でつけられたとされる[5]。1990年に制作された2.5mのイベント展示用ロボット(動刻)では、成田享のデザイン画に近い造形になり、前述の羽（フリッパー）の羽毛のモールドが表現された[要出典]。
- 劇中では確認しづらいが、着ぐるみには産毛が生えている。この毛羽はラテックスに苆を混ぜたものを使用している[94]。体は不織布によって造られた[94]。口の開閉ギミックは、紐による手動で操作する[94]。瞼は、ワイヤーで引き上げることによって眠そうな目にしている[95]。牙は、左側のみ先端に気泡のような窪みが存在している[96]。
- 着ぐるみは本作品での使用後、高山によって『ウルトラマン』に登場するチャンドラーへ改造された[出典 48]。チャンドラーのスーツアクターも同じく清野が務めている[98]。
- ペギラとチャンドラーの相似について公式設定は存在しないため、さまざまな解釈が非公式に記述されている。
  - 大伴昌司による『ウルトラ怪獣入門』（小学館、1971年）132頁では「他人の空似」と解説されている。
  - 学年誌などではペギラとチャンドラーは兄弟怪獣と設定され、ペギラが兄、チャンドラーが弟とされている[99]。
  - このうち兄弟説と亜種説は『週刊ウルトラマンオフィシャルデータファイル』の項目にも記載されている[要ページ番号]。
- ペギミンHは、第2話のヘリプロン結晶Gや第8話のラゼリー・B・ワンと異なり「怪獣を倒す良い薬」であることから、スポンサー判断による変更はなかった[81]。
- 黒煙を出して飛ぶ描写は監督の野長瀬三摩地の提案によるもの[81][67]。
- 冷凍光線はガスで表現された[81]。
- 東京を破壊するシーンはロケではなく、すべてセットでの撮影となった[97]。
- 『総天然色ウルトラQ』では、放送当時の雑誌『ぼくら』に掲載されたカラー写真が参考にされた[1][5]。

### 『レッドマン』に登場するペギラ
『レッドマン』第12、14、57、80、81、85、89、91 - 93、101、104、106、107話に登場。
着ぐるみはアトラクション用。第80、81、101、104、106、107話には別タイプの着ぐるみが登場するが、こちらはチャンドラーからペギラへ戻されたオリジナルである。長期間アトラクションで酷使されたために劣化が激しく、特徴的な瞼もなくなり、アトラク用と同様のグレー系の濃い色に白い斑点に塗装され、『レッドマン』登場時の姿になった。頭部が挿げ替えられている。

### 『ウルトラギャラクシーファイト ニュージェネレーションヒーローズ』に登場するペギラ
YouTubeの短編作品『ウルトラギャラクシーファイト ニュージェネレーションヒーローズ』episode3に登場。身長・体重は初代と同一。
水の惑星リクエターに生息する個体がラゴンをも凍らせようと暴れるが、駆けつけたウルトラマンリブットに阻まれ、ギャラクシウムブラスターで倒される。
- ウルトラシリーズの映像中にてペギラがウルトラ戦士と交戦するのは、本作品が初である。

### 『ウルトラマンZ』に登場するペギラ
『ウルトラマンZ』第5話「ファースト・ジャグリング」に登場。
イヌイットの伝承でその存在が言及されており、古い文献では「天より降りたる光の槍」によって3万年前にアラスカの永久凍土の下に封印されたと記されている。物体の核振動を口から放射する零下130度の冷凍光線の超低温によって止め、無重力現象を巻き起こす。
地球温暖化の影響で眠りから目覚めた後、石器と化した光の槍を破壊しようと日本へ飛来し、保管場所である帝都山大学人類学研究所に進攻する。避難場所となっていた大学を守ろうとするウインダムを冷凍光線で氷漬けにすると、駆けつけたセブンガーにも有利に立ち回り、次いで現れたウルトラマンゼットをも空中戦で圧倒する。しかし、ゼットのもとへ出現した石器からゼットランスアローへの変化を見て動揺した後、ゼットにゼットランスファイヤーで撃破される。
- スーツアクター：石川真之介
- 予算の都合上、東京氷河期の制作は難しいという理由によって敬遠されていたが、『ウルトラギャラクシーファイト』に積極的に出演していたことから登場させることとなった[106]。
- 車が車内の視点で横転するカットは、手前の車に写真素材を用いてクッションやペットボトルを投げた素材を合成している[106]。また、手前に並んだ車はテグスで引っこ抜いて浮かせることにより、浮遊感を出している[106]。
- 撮影後、スーツは『ウルトラマンデッカー』に登場するチャンドラーに改造された[107]。

### 『シン・ウルトラマン』に登場するペギラ
映画『シン・ウルトラマン』に登場。
巨大不明生物第3号として出現し、「ペギラ」と命名される。冷凍ガスを放出して東京を氷河期にし、都市機能をマヒさせるが、女性生物学者が弱点を発見したことで駆除された。
- 開田裕治が描いた『Q』のLDのカバーイラストの、冷気が体表から流れているイメージを踏襲している[77]。

### その他の作品におけるペギラ
- 『ウルトラファイト』第196話「怪獣死体置場」では、円谷プロの着ぐるみ倉庫に吊り下げられていることが確認できる。
- 『ウルトラマンティガ』第49話「ウルトラの星」では、ダイゴが『ウルトラQ』制作中の世界にタイムスリップしてきた形で「ペギラが来た！」の撮影風景が再現されている。
- 『ウルトラマンメビウス』第21話では、怪獣墓場を漂う姿が見られる[108]。
- 『ウルトラギャラクシー大怪獣バトル』では、第1話でレイのゴモラに倒されて自らの体内から漏れ出た冷凍液で凍結した死体が見られる[74][75][注釈 14]。また、同話でオキが作っていたチャンドラーの骨格標本をクマノはペギラと間違えるが、これはチャンドラーがペギラの改造であることを基にしている。
- 映画『大怪獣バトル ウルトラ銀河伝説 THE MOVIE』では、ベリュドラの首を構成する怪獣の1体となっている[59]。
- 映画『ウルトラマンZOFFY ウルトラの戦士VS大怪獣軍団』では、人類が怪獣と戦っていたころの怪獣としてゾフィーに紹介される。映像は『Q』第5話からのみ流用し、ペギミンHで撃退されたことになっている。鳴き声は第14話のものである。
- 『ウルトラゾーン』第15話の特撮ドラマ「東京ジュラ紀（後編）」では、「アカンバロの瞳」の力によって東京に現れたことが語られているが、画面には登場しない[109]。第12話のアイキャッチでは、スケートをしている姿が描かれている[110]。
- ウルトラマンフェスティバル2003ライブステージ第2部「伝説の勇者達〜新たなる光〜」では、ゴドラ星人にチャンドラーと共に召喚されてウルトラマンコスモスを苦しめる。
- 『大怪獣バトル』の第2弾には技カードとして登場。スキルは第5話と第14話のサブタイトルを合わせた「氷河期がきた！」で、効果は「ずっと、こうげきが『れいき』こうげきになる」。
- 『ウルトラマンX』では、第1話冒頭に登場。シンガポールを冷気で氷漬けにした。身長・体重は初代と同じ[111][112]。
- 『ウルトラマンオーブ』のメイン監督を務めた田口清隆とメインライターを務めた中野貴雄による私案「エピソード10構想」では、第6章（エピソード6-0）に登場[113]。流氷の中から出現し、北極海のルパシカ皇国領セーヴェル諸島でウルトラマンオーブに倒されるが、その怪獣カードはジャグラーによってマガバッサーの復活に利用された[113]。
- 『ウルトラマンブレーザー』では、第2話に名前のみ登場。バンドウ・ヤスノブの経歴が書かれた地球防衛隊勤務記録書に、その名前が記載されていた。
- 漫画作品
  - 『ウルトラマン超闘士激伝』では、ブラック指令配下でペギラをモチーフにしたメタルモンスが登場する。
  - 『ウルトラ忍法帖』では、悪の組織「朧党」の忍獣「屁゜戯羅」として登場。
- 外部作品
  - 『チビラくん』第56話では、おばけ星の怪物として登場。
  - テレビドラマ『泣いてたまるか』の第16話「かわいい怪獣ナキラ」では、赤木と少年が見ていたテレビに写るシーンがある[114]。鳴き声やBGMは別のものに差し替えられている[114]。

#### 再登場が検討されていた作品
- 検討中だった第3クールに登場が予定されていた。「ガラモンの逆襲」のセットで撮影された特写会では、パゴス、カネゴン、ゴーガと共に参加している。
- 『ウルトラマン』企画段階のサンプルストーリー「凍る極光ライン」では科学特捜隊との空中戦の末、サコミズに粉砕されたカニ座M73星雲人の円盤の中から出現するシナリオが予定されていた[115]。
- 『ウルトラセブン』の企画段階では、レッドキング、アントラー、パゴスとともにカプセル怪獣として登場する構想があり、企画書や準備稿で名前が挙がっている[116]。また、同作の未制作脚本「宇宙人15+怪獣35」では、宇宙人連合が蘇生させた怪獣軍団の一員として登場し、ネロンガ、レッドキング、ジェロニモン、エレキングと共に最後まで残りセブンを苦しめるも、黄金怪獣ゴードに倒されるというシナリオが予定されていた。
- サークロラマの映画『ウルトラマン・ウルトラセブン モーレツ大怪獣戦』では、登場しないが台本に名前が記載されている[117]。
- 映画『大決戦！超ウルトラ8兄弟』以前に企画されていた『ウルトラマンメビウス&ウルトラ兄弟』の続編作品では登場が予定されており、酉澤安施による検討用デザインも描かれていた[118]。
- 『ウルトラマンのすべて！』[要文献特定詳細情報]では「東京氷河期」の映像が使われている。
- 『ウルトラマンサーガ』の企画段階では、バット星人に怪獣墓場から連れ出され、ゴメス(S)やグビラと共にウルトラマンゼロやウルトラマンコスモスと戦った結果、ルナモードのフルムーンレクトでおとなしくなるが、最後はバット星人に処刑されるという役回りで登場が予定されていた[119]。

## 大ガメ ガメロン
第6話「育てよ！カメ」に登場。
小学5年生の浦島太郎少年が育てたカメ（ゼニガメ）が、彼が龍宮城に行く絵本風の夢から覚めたと同時に太郎が作ったサツマイモとクロレラの粉にレモン汁を搾った餌によって99センチメートルに育成した姿。甲羅に太郎を乗せ、空を飛んだり壁を通り抜けたりする超能力を発揮して竜宮城へ連れて行くが、怪竜の怪光線で撃墜される。
甲羅内には自動車のウィンカーや速度メーターが存在する。飛行速度はマッハ3で、水中も高速で泳げる。太郎の未知の力（妄想）が巨大化させたと言われている。
- スーツアクターは福留幸夫[8][120]。飛行シーンの撮影時にはスーツアクターは入っていない[120]。
- 劇中では「ガメロン」との呼称はされていない。
- 造形者は開米栄三[69]。甲羅はFRP樹脂製[122]。
- 『総天然色ウルトラQ』では、普通のカメが巨大化したという設定から、クサガメやイシガメの色が参考にされた[1][5]。
- 映画『大怪獣バトル ウルトラ銀河伝説 THE MOVIE』では、百体怪獣ベリュドラの胴体を構成する怪獣の1体となっている[59][5]。
- 甲羅部分は、2013年時点で現存している[123]。

## 怪竜
第6話「育てよ！カメ」に登場。
乙姫が乗っていたミサイルが変身した竜。太郎の乗ったガメロンを稲妻状の怪光線で撃墜する。
- この怪竜はシナリオ段階では存在せず、代わりに鳳凰が出現する予定だった[121]。
- 操演用ミニチュアは東宝特撮映画作品『海底軍艦』に登場した怪獣マンダの流用[出典 59]。撮影後は東宝へ返却され、映画『怪獣総進撃』にて再びマンダとして用いられた[5]。
- 『総天然色ウルトラQ』では、現存するカラー写真と『怪獣総進撃』でのマンダの色が参考にされた[1][5]。造形物のもととなった『海底軍艦』のマンダは水中のシーンがほとんどであったため、配色の参考にはならなかったという[1][5]。
- ビデオ『ウルトラマンワールド ロボット怪獣大集合!!』（バンダイビジュアル、VHS、1997年3月25日発売）では、『ウルトラセブン』に登場したロボット怪獣ナースの造形が竜に似ていることを説明する際、怪竜の登場シーンが引用されている。

## 乙姫
第6話「育てよ！カメ」に登場。
外見は普通の人間の女子小学生とまったく同じ。笑い声は甲高い。虚勢を張る太郎少年を翻弄し、嘘をつかないと約束した彼に玉手箱を手渡す。
- 演：立石愛子
- 乙姫が笑うシーンでは立石が自然に笑えなかったため、監督の中川晴之助が腹芸を見せて笑わせたという[33]。
- 『総天然色ウルトラQ』では、カラーコーディネーターの資格を持つ江戸川由利子役の桜井浩子が考証を行った[5]。

## 岩石怪獣 ゴルゴス
第7話「SOS富士山」に登場。
古代に宇宙から吉野のお池に降ってきた巨大岩石が、いったん爆砕された後に集結・再構成を経て誕生した怪獣。頑丈な岩石の全身は、拳銃による射撃でもその進撃を食い止められない。ダイナマイトで破壊されても、光脈打つ中心核が生きていればその破片が再び集結して蘇生する。口から放射する高熱の蒸気が武器。
富士山麓で成人した野生児タケルに背中の急所を突かれた後に中心核が取り出され、警官に拳銃で破壊されたことにより、岩石に戻る。
水脈や地底などの温度が上昇したことから出現したとされるが、真相は不明。
- スーツアクター：中村晴吉[出典 64]
- 鳴き声はゴジラの流用で[出典 65]、ウルトラ怪獣では初となる[125][注釈 16]。
- 準備稿の段階で「ゴルゴス」と名づけられていたものの、決定稿「SOSフジ山」では「岩獣」、完成作品のタイトルバックでは「岩怪獣」と表記されている[出典 66]。
- 造形は高山良策による[126]。
- デザイン画では細い鞭のような尾が描かれていた[84]。成田亨による「岩獣」名義のデザイン画も存在する[90]。
- 人間と対峙するシーンでは、オプチカルプリンターによる合成が随所で用いられている[126]。タケルが背に乗って戦うシーンは、こどもの国にて荷台に造形物を乗せたトラックを走らせて撮影された[126]。なお、その際の撮影に使われたタケルの人形は書籍にも掲載されたことがなかったが、2020年にはイベント「特撮のDNA—ウルトラマンGenealogy」で初めて展示された[131]。
- 『総天然色ウルトラQ』では、カラー写真が確認されていたものの映像とは明度が異なることから参考にならず、自然石の色を参考にして着色された[1][5]。腹部については、ヒキガエルを参考にしている[1][5]。
- 『ウルトラマン』第12話以降のオープニング映像にてカネゴンの影絵やゴーガの影絵の次に映る全身トゲトゲの怪獣の影絵は、作成者の飯塚定雄曰くゴルゴスとのことであるが、2021年にこの影絵がバンダイからカプセルトイ『GPシャドウアート』として製品化された際には、ゴルゴスではなく「謎の怪獣」と称されている[132][133]。

### その他の作品におけるゴルゴス
- 『ウルトラマン』第25話「怪彗星ツイフォン」では準備稿で再登場が予定されていたが、決定稿でレッドキングに変更された[134][5]。
- 『ウルトラセブン』の未発表作品「宇宙人15＋怪獣35」では宇宙人連合によって蘇生され、富士山麗に集結して東京を目指す怪獣軍団の中に名前が確認されている。富士山麗は『ウルトラQ』本編でゴルゴスが出現した場所でもある。
- 居村眞二の漫画『戦え!宇宙けいび隊』のエピソードの1つ「怪獣スターウォーズ」では、ババルウ星人がゴルゴスに変身して岩石に擬態し、ヒッポリト星人に不意打ちを仕掛けている。
- 映画『大怪獣バトル ウルトラ銀河伝説 THE MOVIE』では、ベリュドラの首を構成する怪獣の1体となっている[59]。

## もぐら怪獣 モングラー
第8話「甘い蜜の恐怖」に登場。
普通のモグラが特殊肥料ハニーゼリオンの影響によって数百倍に巨大化した怪獣。1日に36キロメートル掘り進む。太陽光線が弱点。伊佐山農業試験場第2実習地周辺の村落を荒らし回った後、巣に侵入した生みの親といえる伊丹研究員の爆破に誘発されて地上へ出現したところ、自衛隊の砲撃を受けて地中へ逃走して富士火山帯の火山地層に激突し、焼死する。
- スーツアクター：福留幸夫[8][135][注釈 18]
- 劇中では「大モグラ」としか呼ばれておらず、自衛隊の立て看板にも「大モグラ対策司令本部」と書かれている[135]。
- ストーリーは怪獣ものよりも、当時のアメリカ映画に多かった巨大生物ものを意識している[135]。
- 造形担当者は不明[135]。
- 着ぐるみは1967年の福島県会津若松市の会津博覧会の怪獣館などで展示された後、二子玉川園にて1973年に行われた「怪獣供養」にて、ダダやギラドラスなどと共に焼却処分された[5]。怪獣供養の写真に頭部が写っており、カラーライズ化の際には参考にされた[1][5]。
- 鳴き声はライオンの鳴き声をアレンジしたもの[135]。
- 脚本では巨大化の原因は「ラゼリー・B・ワン」という薬品であり、撮影もこの通り行われたが、第2話の「ヘリプロン結晶G」と同様の事情により「ハニーゼリオン」に変更された[出典 73]。こちらは第2話と異なり、改訂前のフィルムは発見されていない[46]。資料によってはハニーゼリオンにラゼリー・B・ワンが含まれているものと記述している[8]。

### その他の作品に登場するモングラー
- 1966年6月2日に放送されたドキュメンタリー番組『現代の主役 ウルトラQのおやじ』にも登場し、全身が確認された[125]。
- 映画『ウルトラマンZOFFY ウルトラの戦士VS大怪獣軍団』では、ピグモンの夢の中に登場（映像は『Q』8話の流用）。登場シーンが2回あったため、本作品とは違い2個体が出現したという設定になっている。
- 漫画『ウルトラマン超闘士激伝』では、ウルトラマンネオスとウルトラセブン21が防衛を担当していたセントール星の村長として登場。それ以前にも、モブの観客として登場している。
- 映画『大怪獣バトル ウルトラ銀河伝説 THE MOVIE』では、百体怪獣ベリュドラの胴体を構成する怪獣の1体となっている[59][5]。
- テレビ番組『ウルトラゾーン』第9話の怪獣漫才では、ナメゴンとのコンビ「n&m's」で漫才を行う[47]。また、第15話の特撮ドラマ「東京ジュラ紀（後編）」では、「アカンバロの瞳」の力によって東京に現れたことが語られているが、画面には登場していない[109]。
- DVD『ウルトラマンのすべて！』[137]では、科特隊結成以前の活動として本作品の映像が使われている。

## 大ぐも タランチュラ
第9話「クモ男爵」に登場。
東京近郊と思われる、灯台にほど近い沼と森に囲まれた廃屋と化した洋館に生息する2匹の巨大グモ。万城目の見解では、90年前にクモ愛好家の男爵と彼が欧州から持ち帰った毒蜘蛛タランテラに刺されて命を落とした愛娘が、それぞれタランテラに変異したらしい。深夜、灯台と洋館に現れ、迷いこんだ万城目たちに襲いかかる。口から粘着糸を吐いて獲物を捕らえる。1匹は万城目にナイフで刺殺され、もう1匹は万城目たちの乗るスポーツカーに迫るも轢殺された。同時に洋館も主人を失ったかのように、崩壊し沼に沈んだ。
- デザインは東宝特殊美術課の井上泰幸。造形は特美スタッフによる[138][141]。ピアノ線による操演で表現された[138]。当初、ウルトラQ着色委員会ではカツラを使用しているものと推測していたが[1][5]、桜井浩子の証言から棕櫚と断定された[5]。
- 猛毒や溶解液を持つとも言われるが[10][4]、劇中で特にそういった描写はない[138]。準備稿では、万城目の友人・葉山が大蜘蛛に刺されて舞踊病の発作を起こすシーンが存在する[138]。
- 『総天然色ウルトラQ』では、放送当時に発売された『少年ブック・コミックス ウルトラQ』の表紙イラストを参考に着色している[1][5]。当初は画面の隅々まで見える明るさで仕上げられたが、演出意図を鑑み暗部を強調するかたちに改められた[5]。
- 映画『大怪獣バトル ウルトラ銀河伝説 THE MOVIE』では、百体怪獣ベリュドラの胴体を構成する怪獣の1体となっている[59][5]。

## 人工生命 M1号
第10話「地底超特急西へ」に登場。
人工的に創造された人工生命体の第1号。遺伝子工学の権威である阪大の生物学者・相川教授と助手のチームによって創造された。教授自身は、「M1号」は仮の名としている。ゴリラや類人猿のような容姿をしている。手足の指は各4本あり、それぞれ黒い爪を持つ。ブルドーザー20台分の怪力を誇るが、性格はおとなしくかつユーモラスで、知能は人間で例えるなら3歳の幼児程度。好奇心も旺盛で、地底超特急いなづま号の運転席のスイッチに興味を示したりする。また、手で頭を擦ったり手で目を覆い隠すなど、幼児のような仕草をする。「アブアブ」という音声を発するが、人間との会話はできない。
回転しながら発光を繰り返す大きな核を持つゼリー状の物体として生み出され、遺伝子活動を抑えるために細胞の状態で約20センチメートルの特殊な高圧ボンベで封じ込められ、当初は改良を加えるために星川航空の飛行機で阪大に搬送される手筈になっていた。しかし、ボンベを入れたジュラルミンケースが手違いでいなづま号に持ち込まれ、新聞記者のカメラのフラッシュ光に反応した結果、遺伝子の活動が活発化して車内の保管ロッカー内で閃光が激しくなると同時に細胞分裂を起こし、猿人のような姿に急成長した。北九州駅に向けて走行中のいなづま号の運転室を占領して人工頭脳と計器類を狂わせた後、怪力で破壊して操縦や制御を不能にする騒動を巻き起こした結果、先頭車両が北九州駅に衝突して駅周辺に大被害をもたらす。その際の爆発で、いなづま号に忍び込んでいたイタチ少年共々成層圏外へ放り出され、ソビエトの宇宙飛行士ワレンチナ・テレシコワの有名な言葉を発しつつ衛星のように地球を回ることとなった。
- 声：中曽根雅夫（ラストのセリフ[144]）
- スーツアクター：中村晴吉[出典 85]
- 造形者は高山良策[142]。目部はスーツアクターの目がそのまま現れるようになっている[142]。
- デザインは成田亨[142][90]。準備稿でのM1号のデザインは、エド・カーティアのベムに似た昆虫の身体に手足が付いた人型のデザインで[90]、決定稿（第2稿）のデザインもかなり野生のサルに近い姿をしていた。準備稿のデザインは、『ぼくら』昭和41年4月号の特集でM2号と紹介されており、後年の書籍『ウルトラマン白書』でもその名で記載されている[145]。成田はただのサルと差別化するため耳をつけていたが[90]、造型では色が異なるのみにとどまった[1][5]。
- 造形物は着ぐるみのほかにマリオネットが造られ、宇宙のシーンなどで使われた[146]。NG版では、額と胸にボアが貼られていなかった[147]。指の開閉ギミックはマジックハンド方式によるもの[122]。
- そのキャラクターは監督の飯島敏宏が役者として怪獣を演出したことに由来する[148]。
- シナリオの準備稿と決定稿の両方で、M1号は死亡する筋書きになっていた。前者では触手が「いなづま号」のエンジンに接触して感電死、後者では先頭車両が車止めに衝突した際の火災事故で焼死という死因になっている[149]。ラストシーンは目を回したイタチが宇宙にいると錯覚するというものであったが、撮影直前に変更された[142]。
- 怪獣図鑑に紹介されている足形は、化学の「化」の漢字（カタカナの「イロ」という文字にも見える）が刻まれている部分がある独特の形態をしている。
- 竹書房の『ウルトラマンベストブック』60頁には、MはMan Made＝マンメイド（人工的に創造された人類）の略として、「Man Made-01」あるいは「マンメイド1号」の名称が記述されている[80]。
- 藤原カムイによる漫画版『ウルトラQ』では、新東京駅を出発前から「いなづま号」の特殊ロッカーに成長前のM1号が入ったカプセルが保管されており、原作と同様にカメラのフラッシュに反応した後、肉体が次々と泡を立てながら形成されて実体化するという展開になっている。
- 『総天然色ウルトラQ』では、放送当時の遊園地イベントで展示された際のカラー写真を参考に着色された[1][5]。カラーライズされた怪獣の中では唯一リテイクがなかった[1][5]。

### 『ウルトラゾーン』に登場するM1号
『ウルトラゾーン』「ウルトラゾーンチャンネル」にレギュラーとして登場。第9話アイキャッチでは桃太郎の猿役に扮する。
第5話「怪獣漫才」
怪獣消しゴムによる漫才コーナー。ゴローと共にM1ゴローズというコンビを組んで、最後までゴローに「顔が近所のおばさんに似ている」と言われる。

#### ウルトラゾーンチャンネル
第7話、第10話、第13話、第15話、第16話、第17話、第19話、第20話、第21話、第22話、第23話に登場。
第7話「さすらいのM1号」
しばらく宇宙に漂っていたM1号だが、母親に呼ばれた気がして地球に帰ってきた。本当の母親はいないので母親を探す旅に出るため、寅さんの格好でバナナの叩き売りのアルバイトをする。しかし、バナナ自体を理解できない上に長く宇宙にいた影響か、ハリセンで叩くだけでバナナが爆発してしまい、元締めに怒られて困った末に宇宙へ逃げる。会話はできないものの、「私はカモメ」と発言する。
第10話「続・さすらいのM1号」
再び旅を続けるM1号は元締めと共に、身体から出た汗を「Mの油薬」として売り出すもまったく売れない。量を出そうと辛い物を大量に食べるが、あまりにも辛すぎてまた宇宙に飛び出す。
第13話「ケムール、ファッションモデルになる」
女性カメラマンがケムール人の代わりに連れてきた「怪獣っぽいフェロモンを出せる写真モデルの怪獣」として登場するが、怒ったケムール人に消滅させられる。
第15話「お笑いに参加」
ケムール人と共にコントグループ「フラミンゴ」の新メンバーとしてお笑いに参加。観客のラゴンに「インチキ渥美清」と呼ばれ、怒って暴れた。
第16話「新・さすらいのM1号」
寝ている時に母親の夢を見て、近くにいたOLを母親と思い込み追いかける。さらに元締めも母親に見え始めたので追いかけ、正気に戻ったM1号はまた宇宙に逃げる……と見せかけて一人旅を続ける。
第16話「ウルトラゾーンファイト」
リンゴを巡ってケムール人とラゴンと争い始める。
第17話「M1号はつらいよ」
ラゴンちゃんとケムール人との家族のような同居生活を始めるが、ラゴンちゃんが雄のラゴンと結婚して家族をつくると、自分の役目は終わったと再び別れる。
第17話「帰ってきたさすらいのM1号」
旅から帰り再び元締めの前に現れるが、すっかり昔のことは忘れており、催眠術で用心棒になっていた。元締めのハリセンで昔のことを思い出したM1号は、自分を使っていた男たちを握り潰して小さくし、射的の的にする。
第19話「さすらいのM1号 情熱編」
射的のアルバイトも上向きで元締めからも弟子扱いされるが、そこへ元締めの元弟子の隈太郎が帰ってくる。兄弟子を持ち上げる元締めにふて腐れるが、そこで出会った子供のラゴンくんを子分にしようと思い立つ。ラゴンくんは駄々を捏ねるが、以前にM1号を利用した男たちに拉致されそうになったところを助けられ、M1号は男たちを宇宙空間へ追放し、子分にする。
第20話「明日は、あっちだ！」
ケムール人がロードワークをしている傍のベンチでバナナを食べ、捨てたバナナの皮でケムール人を転ばせる。
第21話「さすらいのM1号 完結編」
母親と喧嘩した後に仲直りをするラゴンくんを見て母恋しさに落ち込むが、元締めに「俺も母ちゃんおらんねん。いつか宇宙飛行士になって、宇宙から母ちゃんを探すのが夢なんや」と励まされる。聞いていた周囲の人々が感動し、みんなで踊りだすが、M1号はダンス中に今度は元締めごと宇宙へ飛び出す。宇宙から地球を見た元締めは喜び、M1号自身も「宇宙も2人なら寂しくない」と思う。
第22話・第23話「名探偵M1号」
その名の通り金田一耕助風の探偵として登場。
第22話「70年代ドラマが好き！」
ケムール人に続いて『傷だらけの天使』のドラマを再現しようとするものの、うまくいかずに終わる。
- スーツは新規造形[150]。

### 『ウルトラマンX』に登場するM1号
『ウルトラマンX』第19話「共に生きる」に登場。
スペースデブリとともに地球の衛星軌道上に浮遊し、思考し続けている人工生命体。かつて人間に科学の力で創造されたが、事故で見捨てられた旨を語る。人間は怪獣などの「他者」との共存を否定し、破滅の道を進む存在であると考えている。一人称は「私」。
実験で実体化したもののダークサンダーエナジーでEXゴモラと化して暴れ回るゴモラを、強制的にスパークドールズへ戻すことで事態の収拾を図ったウルトラマンエックスもろとも大地を捕らえ、あらゆるカードの力を封じる三角フラスコに封じ込める。怪獣を凶暴化させる黒幕かと疑う大地に対してはそれを否定し、彼の信念に揺さぶりをかけるが、EXゴモラに何度吹き飛ばされても身を呈してゴモラとの絆を涙ながらに訴えるアスナの姿を目の当たりにして心が動き、大地とエックスを解放する。最後は、これからも地球人の監視は続けていく旨を告げ、再び空間を漂流していった。
- 声：飯塚昭三
- 公式ブログでは『ウルトラQ』の登場個体と同一とされており[152]、本編内の画面にもいなづま号のシーンが登場している。また、去り行く際には『ウルトラQ』の登場個体と同様にテレシコワの言葉を呟いている。
- 本作品では宇宙空間に任意の画面を映し出したり実験室の設備を現出させる能力を持ち、流暢な日本語で話しているが、これは長い年月を経て知能と超能力がパワーアップしたためであることが、本編終了後の総集編で語られている。
- 元のスーツは演者の眼が見える形になっていたが、本作品では「究極の生物」となったことを表現するために黒いつぶらな瞳を入れ、眼に地球が写っているという演出を行っている[153]。
- M1号のいる場所は、企画段階ではいなづま号の残骸内や地上を映したモニターが多数置いてあるなどさまざまな案があったが、EXゴモラの特撮に注力するため、テーブルのみで表現する形となった[153]。

### 『ウルトラマンZ』に登場するM1号
『ウルトラマンZ』第20話「想い、その先に」に登場。
国立生物科学研究所で生物学者のイナバルリが人工細胞から生み出した世界初の人工生命。高い万能性に富んだ細胞を有しており、将来的には再生医療の応用が期待されている。バナナを好む幼児程度の知能を持つ温厚で心優しい性格をしており、ルリに懐いている。
ルリの同僚の研究員と偽って実は細胞を狙っていたテロ組織の一員であるクラタによって研究所から運び去られそうになった折、揉み合う中で駆けつけたルリを庇って配電盤に激突して高圧電流を浴びたことにより、細胞が急成長して巨大化する。攻撃の意思はなく、一旦はキングジョーストレイジカスタムに麻酔弾を撃ち込まれて眠りにつくが、市街地への進行を危惧されて駆除の対象となる。翌日、ルリの願いを汲んだストレイジの面々によって市街地への進行を食い止める作戦が展開されるものの、同機とウインダムを同時に押し返すほどの超怪力を発揮し、市街地目前の阻止限界地点である西多摩川の寸前まで侵入してしまう。しかし、ウルトラマンゼット ベータスマッシュによって攻撃開始寸前のところを押し返された後、ウルトラマンゼット デルタライズクローのデスシウムクローによって拘束されている間にイナバコジローの手で口内に細胞分裂逆進剤を打ち込まれ、元の大きさまで戻る。
- スーツアクター：新井宏幸[154]

### その他の作品に登場するM1号
- 1966年6月2日に放送されたドキュメンタリー番組『現代の主役 ウルトラQのおやじ』では、インタビュアーとして登場。ラゴンと共に円谷英二へのインタビューを行った。
- 『ウルトラマン前夜祭』では、怪獣たちの1体として登場。暴れてウルトラマンと戦う。
- 映画『ウルトラマンZOFFY ウルトラの戦士VS大怪獣軍団』では、ピグモンの夢の中に登場。体型からピグモンにガッツ石松と見間違えられる。声は白川澄子が担当。
- 漫画『大怪獣バトル ウルトラアドベンチャー』ではM1号は登場しないが、『ウルトラQ』に登場した「いなづま号」の後継機が登場しており、その車掌がM1号に酷似した風貌をしている。
- 『Peeping Life×怪獣酒場 かいじゅうたちがいるところ』第10話では、M1号お母さんとして登場する。薬売りのロボット長官を気に入っており、娘と結婚させたいと思っている。また、ロボット長官によると娘もM1号にそっくりな容姿をしているらしい。

### M1号のパロディほか
- パロディとして漫画『マカロニほうれん荘』にも登場する。きんどーさんの命令で、トシちゃんの乗る鉄道の進行を妨害するために大岩を落とす。
- 永野のりこ作『GOD SAVE THE すげこまくん！』では、女教師・松沢に似せた「人工生命・M（松沢）1号」が登場。
- 元プロ野球選手の正田耕三が、『勇者のスタジアム・プロ野球好珍プレー』でこのM1号にそっくりだと言われたことがある。
- 角川文庫『ティルトワールド3』で、ドワーフの神官グンバルが生ける屍と化した際、新生命体「えいえんにいきむげんにそだつもの」略して「えむ1号」と名づけられたフレッシュゴーレムに改造されかけている。
- 2014年12月のJR博多シティのCM「AMU ULTRA BARGAIN 母とM1号」では、ウルトラの母と共に登場[157]。また、本CMでのM1号は少女らしい柄の袢纏と髪飾りでかわいく着飾られている。
- お笑い番組『ダウンタウンのガキの使いやあらへんで!!』の年末特番「笑ってはいけないシリーズ」では、レギュラー出演者の1人である浜田雅功の顔がM1号に似ている点をネタにした笑いの刺客として、たびたび登場している。詳細は各記事を参照。
  - 『絶対に笑ってはいけない地球防衛軍24時』（2013年12月31日放送）
  - 『絶対に笑ってはいけない名探偵24時』（2015年12月31日放送）
  - 『絶対に笑ってはいけない科学博士24時』（2016年12月31日放送）

## 風船怪獣 バルンガ
第11話「バルンガ」に登場。
触手の生えた風船状の宇宙胞子。地球に帰還中の有人土星ロケット・サタン1号に付着してエネルギーを吸収し、エネルギー切れで墜落したサタン1号と共に地球に侵入した宇宙胞子から誕生した。大気圏内を浮遊し、セスナ機や毎日新報取材車のガソリンなどの燃料から台風まで、あらゆるエネルギーを取り込んで無限に成長する。東京上空に居座って街を大混乱に陥れるが、最後は国連がバルンガを誘き出すために打ち上げた人工太陽を目指し、太陽へ向けて旅立つ。
- デザインは成田亨[90]。風船の束をモチーフとしている[161]。
- 造形者は佐々木明[162][158]。登場シーンの多くは実景との合成が用いられ、建物との対比で巨大化している様子が表現された[158]。色は造形に使用された生ゴムそのままの茶色であったとされるが、合成用の赤いミニチュアも存在していたとされる[158]。小森陽一が桜井浩子に尋ねたところ、「結構汚い感じの土色」と証言している[163]。
- 『総天然色ウルトラQ』では、積乱雲のイメージをベースに、デザイン意図を汲んで洗筆バケツの中身のような濁った色とされた[1][5]。
- 『ウルトラマンメビウス』に登場した肥大糧食シーピン929のデザインモチーフとなっている[164]。

### その他の作品に登場するバルンガ
- PSPゲーム『ウルトラマン Fighting Evolution 0』では、「ウルトラ大辞典60」に登録されており、能力がスピリッツ（相手のゲージを吸収し続ける）として使われている。
- DSゲーム『怪獣バスターズ』では、討伐対象となる怪獣として登場。配色は緑であり、攻撃を受けるたびに巨大化していく。惑星ワッカの水を吸収した青色の変異種も登場する。
- 映画『大怪獣バトル ウルトラ銀河伝説 THE MOVIE』では、ベリュドラの首を構成する怪獣の1体となっている[59][5]。
- ウルトラ怪獣アンソロジー『多々良島ふたたび』に収録された北野勇作の小説『宇宙からの贈りものたち』では、メルトダウンした原子炉を覆ったことで結果的に人類を危機から救い、共存方法が模索されている[165]。
- 『ウルトラマンオーブ』のメイン監督田口清隆とメインライター中野貴雄による私案「エピソード10構想」では第3章に登場[113]。星間連盟の刑務所惑星である惑星484で幼体がカプセルに閉じ込められ、重力波を作り出す人工重力発生装置に利用されていた[113]。刑務所惑星を占拠したジャグラーは、バルンガの力を用いてブラックホールを作り出す大量破壊兵器バルンガボムを作り出し、星間連盟への脅迫に使用した[113]。

## 古代怪鳥 ラルゲユウス
第12話「鳥を見た」に登場。
通常は文鳥に似た姿をしているが、空腹になると巨大化して暴れる。一ノ谷博士によると第三氷河期以前に生息した鳥の祖先の一種とのことだが、後述する無人船が存在した10世紀にインド西部の都市に大群が出現した記録が残っている。飛行速度はマッハ1.5。
物語序盤に深夜の動物園を襲い動物たちを捕食して、見回っていた従業員に瀕死の重傷を負わせた後、漁村に漂流した998年前の古代の貿易船の中から小鳥の姿で万城目たちに発見されたが無人船はほどなく沈没し逃走。文鳥の姿のままで孤児の三郎少年に飼われて「クロオ」と名付けられ、三郎少年の孤独な心を和ませていた。しかし、三郎少年が寝ている夜に港町の集落を襲って家畜を捕食して全滅させたことから存在が発覚、一ノ谷博士の提言をもとに危険視した警察によって捕獲されて少年から引き離され警察署に収容される。収容されていた留置場内で巨大化、警察署を破壊して飛行しながら巨大な翼の羽ばたきによる暴風（突風）で街を蹂躙したあと、三郎少年と万城目たちがいる海岸上空に現れ、三郎少年に別れを告げるかのごとく海上へ飛び去った。
- 名称はカモメのラテン語名（Larus canus）に由来する[8]。放映当時の雑誌書籍では「ラルギュウス」または「ラルゲリュース」もしくは「ラルゲギュース」と呼ばれていた[148]。
- ラルゲユウスが変身した文鳥は実際の手乗り文鳥を用いているが、監督の中川は演出の意図通りに動かすのは難しかったという[148]。撮影には複数のミニチュアが使用されており[166]、『三大怪獣 地球最大の決戦』のラドンの操演用モデルを改造したものも存在する[20]。このモデルは、その後リトラに改造された[20]。アップ用の足も製作されている[168]。合成のため、青系ではなく赤系の彩色となった[169]。無人船は映画『海底軍艦』のマンダの操演用が流用されている[169]。また、この回のために街のミニチュアセットもしっかりと組まれ撮影されていたのだが、監修の円谷英二はその出来に満足せず、実際に使用された突風による破壊シーンのフィルムはほとんどが東宝映画『空の大怪獣ラドン』からの流用となっている[出典 96]。
- 脚本では、巨大化の原因は太陽活動による宇宙線の変化によるものと示唆されている[167]。
- 脚本を担当した山田正弘は本作品で「少年と大人」をテーマにしている[166]。本話ではラルゲユウスを「少年の夢の象徴」と位置づけ、街を襲うラルゲユウスは「少年の夢を理解しない大人への復讐」、三郎少年とラルゲユウスとの別れは「夢との別れ＝大人になる哀しさ」を現している[166]。山田は別れを描いたラストシーンは「鳥を見た…」というサブタイトルのようにしたかったという[148]。
- 『総天然色ウルトラQ』では、文鳥の色を参考に着色された[1][5]。

### 『シン・ウルトラマン』に登場するラルゲユウス
映画『シン・ウルトラマン』に登場。
敵性大型生物第4号として出現し、飛翔禍威獣「ラルゲユウス」と命名される。暴風を巻き起こして甚大な被害を及ぼしたものの駆除できずに取り逃がしてしまい、未だに消息不明。作中のテロップではステルス機能を有することが疑われていたが、詳細は不明である。
- 形状はCGで描くことから実際の鳥に近いものとなっている[77]。

## 隕石怪獣 ガラモン
第13話「ガラダマ」、第16話「ガラモンの逆襲」に登場。
セミ人間によって造られた、一種のロボットともいえる生体兵器。電子頭脳からの誘導電波で操られ、7万馬力の怪力で破壊活動を行う。
- スーツアクター：高橋実[出典 100][注釈 24]

名称
「ガラモン」は「ガラダマモンスター」の略。劇中で、弓ヶ谷地方では隕石のことを「ガラダマ」と呼んでいることに由来する。
脚本には「多角モンスター（多角獣）」と表記されており、クレジットや劇中のセリフは「モンスター」と表記されている。
放送開始前には、TBSテレビによって新聞紙上でネーミング公募が行われた。
創作経緯
ガラモンの原型は、ゴローの再登場編として予定されていたサンプルストーリー「ゴロー対スペース・モンスター」に登場するスペース・モンスターであり、その前日談となるスペース・モンスターの登場編として「ガラダマの谷」が執筆された。その後、「ゴロー対スペース・モンスター」は制作されず、「ガラダマの谷」は大幅に改稿されて「ガラダマ」となったが、その経緯の詳細は明らかになっていない。「ガラダマの谷」までは宇宙怪獣という設定であったが、「ガラダマ」の時点でロボット怪獣と設定された。
デザイン・造型
脚本を担当した金城哲夫は、骸骨から発想したが骨の怪獣では凄みがないため、隕石から生まれるという設定を加えたとする旨を番組放送前の新聞取材で発言している。初期設定では龍の顔をした多角獣の宇宙怪獣というものだった。
デザインは成田亨が担当した。成田は後年発売された画集の中で、コチか何かの写真を参考に口の形状を描き、イヌのような鼻と人のような目をつけたことを述べている。顔のイメージは、特技監督の的場徹がカサゴのイメージを提示したことによるものとも言われる。
「ゴロー対スペース・モンスター」でのスペース・モンスターはカニの頭・ヘビの胴体・サソリの尾・竜の足・1本1本がヘビとなっているたてがみを持つキマイラのような怪獣であった。「ガラダマの谷」の時点でスペース・モンスターは「多角獣」となったが、『「ウルトラQ」の誕生』ではこの変更は成田が妖怪的な怪獣は作らないという方針であったためと推測している。
造型は高山良策が担当した。体のトゲは、ラテックスを塗るとくっついてしまうため、アール状に反った刃のハサミで削りだしたウレタンによるもの。ガラモンの着ぐるみはかなり小さく作られており、背の低い高橋実が演じたが、これは弓ヶ谷のダム湖セットを相対的に大きく見せるための措置であった。高橋の起用は的場の意見であったとされる。その後、着ぐるみは次回作『ウルトラマン』に登場した小型怪獣ピグモンに流用されたが、その際にスーツアクターが小学生に代わったことによる改造で首と脚が約30センチメートル伸びている。ガラダマはFRP樹脂製。
全身の赤い色は、ゴムを塗らずにウレタンを染めただけの淡い色であった。江戸川由利子役の桜井浩子も、後のピグモンのように真っ赤ではなかったことを証言している。
なお、この赤系統の色はオプチカル合成を行なう際にブルーバックでの色の抜けを良くするための反対色として塗装された技術的なもので、初期に執筆の脚本ではト書きに「草色の多角獣」の記載があり、金城は緑色系の怪獣をイメージしていた。
『総天然色ウルトラQ』
ガラモンがシリーズを象徴する怪獣であることから、第13話がカラー化のテスト作品として最初に制作された。放送当時の雑誌などカラー資料が豊富であり、資料や桜井の証言などから、発色の良い赤と肌色を合わせて赤茶色とした。
第16話で口から吐く液体は、さまざまな色が検討された結果、最も不思議に見えた緑色となった。

### 「ガラダマ」に登場するガラモン
弓ヶ谷に、地球上には存在せず発見されたばかりの宇宙金属チルソナイトで構成された小型の隕石が落下する。落下後の隕石からは謎の誘導電波が発信され始め、太陽で黒点と無関係のデリンジャー現象が起きるとほぼ同時に弓ヶ谷付近の熊谷ダムへは巨大隕石が落下し、そこからガラモンが現れる。巨大隕石は遊星人が地球侵略のためにガラモン（遊星人の侵略兵器）を運搬するカプセルであり、先の隕石は遊星人に代わってガラモンに指令を与える電子頭脳であった。電子頭脳は地球人の技術では解体できなかったが、そこから発せられる電波を遮断することには由利子の機転で成功する。熊谷ダムを破壊して東京に向かおうとしていたガラモンは、電波遮蔽網によって誘導電波を遮断された途端、口から体液のような粘液を放出して体内機能が完全に停止する。
鰭には電子頭脳からの極超短波を受けるアンテナとしての役割があり、それによってコントロールされるという設定となっている。

### 「ガラモンの逆襲」に登場するガラモン
上記の続編として作られた「ガラモンの逆襲」では、中性的な男性に変身したセミ人間が前回の事件で天体物理学研究所の金庫に保管されていた電子頭脳を奪取したことにより、複数のガラダマが地球へ呼び寄せられて出現する。そのうち2体以上が東京に出現し、矢印状のマークが施された特大の個体は東京タワーを揺さぶって倒壊させる。遊星人が電子頭脳を持ったまま逃亡したため、それを停止しない限りは侵略活動が収まらない事態に陥り、最後は遊星人を追跡する万城目淳たちに電子頭脳を回収されたことで電波を遮断されたため、複数のガラモンは一斉に機能を停止する。
電子頭脳はチルソナイトという未知の物質で作られており、地球の技術では破壊できないことが劇中で語られる。
- 資料によっては、名称をガラモン2代目[3][196]やガラモンII[12]と記述している。
- 第16話では、オプチカル・プリンターを使うことにより、1体しかないガラモンの着ぐるみを2体あるように見せている[12][195]。また、劇中でガラモンを複数に見せるために2種類のマーキングを胸に付け、個体を識別するために違うマークをシーンによって付け替えて撮影された。撮影中に汚れ、塗装するうちに白い腹部も赤くなり、結果的に体色の濃い個体ができた模様。当然ながら最終塗装であるため、撮影後に展示した着ぐるみを撮影したカラー写真は体色が濃いタイプである[注釈 32]。子供たちによって体のトゲをむしられていたため、その都度修理され、第16話では第13話と違う外見になった[197]。ワイヤーを引く場面では、自転車のブレーキが使用されている[197]。
- 機能停止する際、マーキングを施された個体は口から液体を流し、東京湾の個体は口から泡を出す[173]。

## コイン怪獣 カネゴン
第15話「カネゴンの繭」に登場。
金に汚い性格である拝金主義の金の亡者であるガキ大将・加根田金男が、偶然拾った30円くらいの硬貨の音がする不思議な繭に引き込まれ、数時間かけて変身した怪獣。カネゴンとは本来、金男が繭を拾った日の晩に両親が金男に説教した際、「人の落とした金銭を横領したりすると変身してしまう守銭奴の権化」として語る空想上の存在である。両親はこのままではカネゴンになると忠告するも、金男は「そいつは頼りになりそうな動物」と一笑に伏していたが、この直後、金男は本当にカネゴンに変身し始めてしまう。恐怖と興奮の頂点の中で一晩かけて変身し、翌朝、夜明けと共に誕生したカネゴンは驚いた両親を背に家を飛び出し、友人たちを巻き込んで騒動を引き起こす。
性格は少年の時とうって変わって気が弱く、変身前はガキ大将として子供たちのリーダーに君臨していたが、変身後は子供たちのグループ内で一番の下っ端になってしまう。
主食は硬貨とお札。1日に必要な額は3,520円。左胸のレジスターのカウンターに体内の金額が表示され、それがゼロになると死亡するので金を食べ続けるが、カネゴンに与えて金がなくなった友人たち（彼らもかなり金に意地汚い）に売られそうになって逃げ出し、ついに銀行の金を食べるに至る。騒動の末、祈祷師から子供たちの天敵である造成地工事の責任者（ヒゲオヤジ）を逆立ちさせれば元の人間に戻れるというかなり無茶な予言を受けて実行したところ、カネゴンは尻から火を噴くロケットと化して飛び去って行き、上空からパラシュートと共に元の姿に戻った金男が降りて来る。しかし、喜び勇んで帰宅した金男は、両親の異変に驚愕する。カネゴンが数時間前に銀行で食べ残した小銭をネコババしていた金男の両親は2人ともカネゴンと化しており、金男は照れ笑い合う両親の姿に呆れ果てるばかりであった。
- スーツアクター：中村晴吉[198][199]
- 演（加根田金男）：辻沢敏、声：麻生みつ子
  - 辻沢は当初「カネゴンの繭」と同時撮影の予定であった「キリがない」の準主役として出演する予定であった[201][202]。撮影は夏休みの間に行われた[201]。辻沢はすでに変声期を迎えて子供らしくない声であったため、女性声優での吹替となった[201]。
- デザインは成田亨[188][203]、造形者は高山良策[199][90]。デザインイメージは「欲望の権化」[204]。頭部はがま口から発想を得たほか、胴体は妊婦をモデルとしている[出典 107]。全身の肌と上から見た頭部は巻貝のような意匠で整えられており[188][203]、成田は頭部とのバランスを考慮して腹と尾を突き出したことを述べている[90]。成形はラテックスで全身原型の型起こしによるものであり[207]、コインを掴むために指はスーツアクターの指がそのまま使われている[208]。
- 脚本を担当した山田正弘は、当時小学5年生であった息子が算数は苦手であったが金銭の計算には長けていることに着想を得て、本話を執筆した[出典 108]。また、監督の中川晴之助は、当時の風潮であった拝金主義に対する風刺であると説明している[202]。
- 繭は、もともと金男が持っていたカネゴンへの変身能力を引き出すための鍵だと言われている[注釈 35]。当時の少年誌『ぼくら』昭和41年5月号に掲載された絵物語では、繭は宇宙人が金男を諌めるために送ったとされている。さらに、4月号に掲載された特集では、繭は金にがめつい人間にしか反応しないと説明されている。
- 『TBSコミックス』昭和42年11月号（創刊号）に掲載された鬼童譲二著の漫画版では、基本的ストーリーは同じだが、ページの制約上（全16ページ）本作品の特徴であるシュールな演出はかなり控えられている。漫画版のカネゴンは頭部のトゲは控えめで代わりに目を強調した感じで、尻尾は長く、身体全体が丸みを帯びたデザインになっている。カネゴンから人間に戻るシーンは、空中でボムッとカネゴンが爆発した後からパラシュートを着けた金男が現れる演出である。
- 月刊漫画雑誌『ぼくら』（講談社）には、1969年5月号[210]から10月号[211]まで本話の続編『ジャラゴンの大冒険』（原作：山田正弘、作画：ヨシダ忠）が連載された。主人公は引き続き加根田金男（作中の表記は「金田金男」だが、カネゴンに変身した金男であることが作中で明言されている）[212]。人間に戻っても守銭奴ぶりが治らない金男が今度は怪獣ジャラゴンに変身してしまい、かつて別個体のジャラゴンに敗れた銭形平次を先祖に持つ銭形刑事に追われる身となる。掲載誌の休刊を経て未完に終わった[213][214]。
- 「ガラモンの逆襲」のセットで撮影された特写会のスチール写真（東京タワーをはさみ、ペギラ、パゴス、カネゴン、ゴーガが集合）が存在している[215]。
- カラーライズ版『総天然色ウルトラQ』では、放送当時のイベント写真や劇中の「銅貨のように赤光りして」というセリフをもとに、体色は赤い銅色で仕上げられた[2][5]。
- 本話は、佐原健二らレギュラー陣がまったく登場しない唯一のエピソードである[216][217]。また、オープニングテーマ曲と石坂浩二のナレーションが使われないのは、同じく中川の監督エピソード「育てよ！カメ」に続き、放映順でともに2回目である。
- 『ウルトラQ』は劇場映画用と同じ35mmフィルムで撮影していたが、中川は16mmの調子でカメラを回し続け、他の監督から「フィルム喰いのハルゴン」とあだ名を付けられた[218]。
- 本話は作家・演出家の鴻上尚史に「カネゴンの存在が自然に受け入れられているストーリーは画期的で素晴らしく、お金に執着するのはやめようと思った」との旨で評されているほか、「凄く不条理な世界であるが、いわゆる説教話に収まらない、当時の不条理文学の世界に通じるものがある」との旨を述べられている[206]。また、経済アナリストの森永卓郎にも「私の金融観を作ったといっても良く、お金はこういうものだと教えてくれた」との旨で評されているほか、「カネゴンがお金を食べると胸のカウンターが増えるのが本当に衝撃的で、お金中毒者や金融資本主義は駄目だと子供の時にすり込まれた」との旨を述べられている[206]。

## 宇宙怪人 セミ人間
第16話「ガラモンの逆襲」に登場。
チルソニア遊星からやってきた地球侵略を意図していた宇宙人。別名チルソニア遊星人。変身能力に長け、地球上ではスーツを着た中性的な美しい容貌の男に化けて活動していた。背広の形に似た透明のブレザーを着ている。
第13話に登場したロボット怪獣・ガラモンを操っていた黒幕であり、地球人に回収され天体物理学研究所に保管されていたガラモンの電子頭脳を自ら持ち込んだ念動力のような特殊エネルギーを発生させる小型万物操作機エスパライザーを使って盗み出す。その後、牛山という男性が運転するトラックに同乗するが、途中のドライブインに牛山を残したままトラックを発進させ、宇宙船の待つ榛名湖に向かう。電子頭脳から発信される電波を追ってきた万城目や警官たちにエスパライザーを用いてトラックを動かしたり、警官から銃を取り上げて発砲し殺害するなどして抵抗を試みるが、電子頭脳を万城目らに取り返され、任務は失敗。ドライブインから万城目と行動を共にしていた牛山に自分が殺害した警官の銃で撃たれたことでその正体を現すも、侵略作戦失敗の処罰として仲間の円盤の放った怪光線で処刑された。
- 演（人間態）：義那道夫
- 劇中では「遊星人」もしくは「宇宙人」と呼称されており、シナリオでは「遊星人Q」と記述されている。書籍『ウルトラマン ベストブック』ではこちらに準じてチルソニア遊星人Qと記述している[80]。書籍『大ウルトラマン図鑑』では、ゼミラやジグソ星人と記述している[221]。
- 第13話「ガラダマ」では登場しなかったが、一ノ谷博士は「モンスター（ガラモン）は我々人類より遥かに進んだ頭脳と文明を持つ遊星人の産物だ」と既に予言していた。
- 脚本には「蝋人形のような白い顔は中性的で、人間離れのしたゾクッとするほどの美人」とあり、準備稿ではイメージキャストとして丸山明宏（現：美輪明宏）が挙げられている[222]。
- デザインは成田亨[90]。服の形状は「透明ビニールの背広」と称している[90]。
- 造形者は頭部は高山良策、体は佐々木明が担当[223]。頭部はラテックス成形の原型起こし、体部分はウェットスーツを改造している[223]。透明な背広も高山の手による。炎上するシーンは人形である[173]。
- 頭部マスクはその後、バルタン星人へと改造された[出典 113]。高山が頭部を造形した際、色彩はつや消しであり、眼は発光していない。その後、撮影前に造形物に光沢が入れられ、円谷特技プロの機電担当だった倉方茂雄の手により、眼には発光と回転ギミックが仕込まれた[225]。
- しかし、バルタン星人の造形を担当した佐藤保はインタビューで「セミ人間を改造した記憶はない」と述べている[226]。
- 宇宙船も『ウルトラマン』第2話「侵略者を撃て」でバルタン星人の物として、第33話「禁じられた言葉」でメフィラス星人の物として流用されている[出典 114]。
- 『総天然色ウルトラQ』では、デザイン画をもとにアブラゼミのような茶色で着色された[2][5]。

### 『ウルトラマンタイガ』に登場するセミ人間
『ウルトラマンタイガ』第1話「バディゴー！」に登場。
宇宙人犯罪組織ヴィラン・ギルドの構成員である宇宙人の一人。
クカラッチ星人とともに河津を護衛するヒロユキたちのE.G.I.S.車両を襲撃した。

### 『ウルトラマンクロニクル ZERO&GEED』に登場するセミ人間
『ウルトラマンクロニクル ZERO&GEED』に登場。
ビヨンド学園のゼロ組に通う学生のセミヤとその彼女のセミカが登場する。
- 声：藤田大助（セミヤ）[229]、國立幸（セミカ）[229]

### 『ウルトラマンブレーザー』に登場するセミ人間
『ウルトラマンブレーザー』第9話「オトノホシ」に登場。
銀河のあちこちの星に同志をばらまき、ガラモンを呼び寄せて簒奪して去っていく、チルソニア遊星から来たセミに似た容貌の宇宙人。母星からの指令を受けた身であるが、現在では後述の通り音楽が大好きとなっており、戦闘能力はほとんど持っていない。それゆえ、後述のガラモンを操る際には途中で演奏を止めた個体たちが肉弾戦に長けていないことも描かれている。
作中世界の60年前に地球へ飛来し、そのすべてを奪い尽くす計画のもと、ガラモンを呼び寄せるための通信機器エスパライザーを起動させ、自身たち4人は人間に擬態してガラモンの飛来を待ち続ける。しかし、まもなく音楽に触れたことでこれを愛してしまい、楽団を結成して楽器の演奏に没頭するようになっていたため、60年後の現在にはようやく飛来したガラモンの姿に複雑な思いを抱きながら、ガラモンをコントロールする怪音波を自ら演奏する音楽に忍ばせて操っていく。最後は、人間態の1人であるツクシホウイチが10年前から親しくなっていたSKaRD隊員のミナミアンリに送った最後の演奏会の招待状から所在地を知られ、ツクシが彼女に撃たれて負傷したことによって演奏が止まり、計画は失敗する。なお、物語はツクシが楽団の解散（計画の失敗）と音楽やアンリへの感謝を述べるところで終了しており、ツクシたち4人の顛末は描かれていない。
- 演（人間態）：東儀秀樹（ツクシホウイチ）[出典 117]、東儀典親（クロイワチッチ）[出典 117]、白須今（Shikinami / ニイゼミチ）[出典 117]、堤博明（Shikinami / ヒグラシカナデ）[出典 117]
- 人間態が用いている偽名はいずれもセミの名前がモチーフになっている[239]ほか、コンサートで最初に演奏している曲は『ウルトラQ』のテーマ曲である[240]。
- スタッフは当初、ツクシたちの演奏に既存のクラシックから選曲する予定だったが、本話の監督を務めた越知靖が学生時代から東儀秀樹のファンだったことからも、快諾した彼らによる「チルソナイト創世記」などのオリジナル曲が実現した[236]。ツクシの設定は、「ガラモンの逆襲」でセミ人間がチェロのケースを持っていたことに着想を得たものであり、チェロを弾いて生きるような曲を作ることとなった[236]。イントロには『ウルトラQ』のタイトルバックのイメージによる奏法を取り入れたほか、本編には映像とリンクさせるためにプリプロ（仮録音）を用意し、撮影現場ではそれを流しながら撮影した[236]。その際に用いた譜面も東儀秀樹が用意しており、最終的にはプリプロのテンポに合わせてプロの奏者が弾き直した（ここでは東儀秀樹がピアノを担当した）ものを録音して使ってもらった[236]。演奏の終盤がツクシの独奏になるのは台本にも書いてあり、それを踏まえて作曲したが、どこで撃たれるのかまでは聞かされておらず撮影時には最後まで弾き通したため、本放送当日には実際の映像を見て前半にCMを集中した構成の変更も含め、越が自分たちの曲を大事に使ってくれたことを実感した[236]。なお、アースガロンの登場と共に曲が流れ出すことも当日に知ったが、東儀典親は本作を第1話から見て台本も東儀秀樹以上に読み込んでいたため、曲の頭で登場するだろうと思っていたという[236]。
- 東儀秀樹はツクシを演じるに際し、複雑な心境を抱えたとても難しい役柄だと思ったが、言葉以上に人と人を繋ぐことができる音楽家としてなりきれば大丈夫と思い、撮影に臨んだ[238]。撮影現場では過去の経験から越に指示を仰いだが、「東儀さんの思うように動いてくださって構いません」と任され、信頼されるままアンリ役の内藤好美による本気の視線も相まって自然と役柄に入れた結果、特にNGもなく完了した[238]。アンリと出会った際のツクシが言う台詞「セミプロっていうのかな」は、直前に東儀典親が思いついたアドリブを東儀秀樹に言ってもらったものであり、放送後には気づいた人によるSNSでの反響がありがたかったという[238]。なお、内藤とは楽屋も一緒の大部屋だったうえ、初対面だったにもかかわらず和気藹々と話せてとても和めたほか、撮影後にはSNSを交わして越と共に自分たちのコンサートに足を運んでくれたなど、気さくな交流があるという[238]。
- ツクシたち4人の顛末は前述の通り不明であるが、東儀秀樹はSNSでの反響に「今も平和のために音楽をやってるよ」と思ってしまったくらい、自分の心の中に残ったという[238]。
- BCNのウェブメディア「BCN＋R」によれば、ガラモンを操るなどの基本設定が初代に準拠しているほか、先述の曲をガラモンの戦闘中やモノクロ映像でのエンディングにも演奏するなどのこだわりにより、本放送当日のX（旧：Twitter）では「ウルトラQ」がトレンド入りを果たしたうえ、昭和世代からは絶賛の声が挙がったという[241]。

チルソニア円盤
セミ人間をチルソニア遊星から送り込んでいた宇宙船。水中や大気圏、宇宙空間と、あらゆる環境下での活動が可能。セミ人間たちを最下部の三角錐状のハッチから転送する。

### その他の作品に登場するセミ人間
マスクがバルタン星人に改造された経緯から、バルタン星人と何らかの関連性を持たされることが多い。
- 特撮テレビドラマ『ウルトラQ dark fantasy』では、リメイクキャラクターのセミ女が登場している。
- バラエティ番組『ウルトラゾーン』第23話では、ミニコーナー「怪獣漫才」にミイラ人間と「人間」というコンビを組んで登場[242]。
- バラエティ番組『SmaSTATION!!』2009年12月19日放送分では、「ウルトラマン 9のヒミツ」と題した特集が組まれた際、セミ人間からバルタン星人に改造されたことが紹介された。
- 漫画『ウルトラマン80 宇宙大戦争』『ウルトラ超伝説』では、バルタン星人配下の機動兵士として複数の個体が登場している。
- 漫画『ウルトラマンSTORY 0』第1話では、バルタン星人の変異前の姿がセミ人間に酷似している。
- ライブステージ『ウルトラマンライブステージ2 宇宙恐竜最強進化!』では、事件の黒幕として登場。「セミのように寿命が短い」という設定。
- 山本弘の小説『多々良島ふたたび』[注釈 36]では、再び地球に侵入して多々良島に前線基地を建設していた。地球の原住怪獣を兵器利用しようと呼び寄せたものの制御に失敗し、基地を破壊されてしまう（そのため、多々良島は怪獣無法地帯と化してしまった）。偵察のために東京へ潜入していた個体が江戸川由利子に変装して多々良島に戻り、すでに完成していた怪獣兵器ザラガスを東京へ転送してウルトラマンの抹殺を試みるが、気象庁職員の松井にスフラン焼却用のナパーム弾を投げつけられて焼死した。
- 竹書房のムック『ウルトラマンベストブック』では、一の谷博士が科学特捜隊の監修についたのは、セミ人間による侵略行為を受けてのことだとされている[要ページ番号]。

## 1/8人間
第17話「1/8計画」に登場。
都会の過密化や人口増加に対応する政府の政策の一つとして、世田谷区役所内に設置された人間縮小機で人体を衣食住すべてが安く上がる1/8サイズに縮小された人間。S13地区（Sモデル地区）と呼ばれる1/8サイズで作られた街で管理される。S13地区の人間は仕事や税金が免除され、名前の代わりに市民番号が付けられ、厳重に通常の世界から隔離される。由利子は1/8計画の選抜者と間違われ、誤って1/8サイズに縮小されて都会をさすらう羽目になり、万城目と一平は由利子を探すうちにS13地区へ等身大のまま紛れ込んでしまう。
実は、すべては駅の人混みの中で転倒して気絶した由利子が見た夢であった。
- 第17話の監督を務めた円谷一によると、映画『三大怪獣 地球最大の決戦』の撮影時にミニチュアの陰で居眠りしていたスタッフが、本番中に立ち上がった出来事から発案された設定だと著書で紹介している[出典 119][注釈 39]。また、SF小説『縮みゆく人間』も発想元になったとされる[33]。怪獣路線への変更で見送られる可能性もあったが、TBSプロデューサーの拵井巍がS13地区に現れる万丈目と一平を怪獣に見立てることができるとの見解を示したため、制作にこぎつけられた[246][33]。
- 準備稿では、由利子ら3人が1/8計画が実行された3964年の世界に迷い込むという筋書きであった[33]。
- マットアート合成によって撮影され[247]、1/8サイズの由利子は周囲のものを大きく作ることで表現された[246]。1/8サイズの由利子が毎日新報へ電話をかけようと、大きな電話のダイヤルを回してそれが戻るシーンでは、桜井浩子曰く「戻す時は裏にスタッフがいて、必死になって戻した」とのこと。また、受話器を外すときに重くて下に落として壊してしまい、NGになったこともあったという。セット内で別れの伝言を書くシーンに使用された大きな鉛筆は、鉛筆の先にマジックインキのペン先を取り付けたものであり、桜井は今でもこの大きな鉛筆を記念に持っているという[248]。

## 地底怪獣 パゴス
第18話「虹の卵」に登場。
学名は「パゴストータス」。かつて1950年に北京市郊外に出現した原始動物であり、ウランを常食にする。そのため、北京市郊外のウラン貯蔵庫を襲撃し、ついには日本の新産業都市の筑波原子力発電所にも姿を現した。高速で地中を掘り進む地底怪獣であり、特殊な体内器官から放射する分子構造破壊光線で敵を倒す。また、この光線は人間の目には金色の虹に見えるという。
劇中では新産業都市へウランカプセルを輸送中だったトラックを襲撃し、トラックを転落させるがウランカプセルを見失う。その後は潜伏していたが、ウランカプセルを見つけた少女が、それを何でも願いを叶えてくれる「虹の卵」と思い込み、持っていこうとしたところに再び出現して襲おうとするも見失い、そのまま新産業都市を破壊しつつ原子力発電所に迫るが、最後はネオニュートロン液を搭載したミサイルを撃ち込まれ、全身の体細胞が風化して粉砕された。
中生代のアジア大陸に生息した生物が、ウランをエネルギー源としたことで怪獣化したとされる。
- スーツアクター：中島春雄[出典 124]
- 本作品は、「206便消滅す」と並んで『ウルトラQ』最多の4種類の台本が確認されており、第1稿と第2稿ではゴメスが登場している[251]。一ノ谷博士の調査により、リトラとの戦いで死んだゴメスには分子構造破壊光線を吐く器官が備わっていたことが、万城目の口から語られている。なお、怪獣がパゴスに変更されたのは、すでにゴメスのスーツが東宝に返却されてゴジラに戻されていたためである[28][29]。
- デザインは成田亨[出典 125]。着ぐるみは東宝映画『フランケンシュタイン対地底怪獣』のバラゴンの改造[出典 126]。頭を切り離して円谷特技プロに貸し出され、高山良策によって脇から腰を布で覆ってモールドを追加して保護されたうえで化粧を直され、頭が新造形された[出典 127]。『Q』以後は『ウルトラマン』にてネロンガ→マグラー→ガボラ→アトラクション用ネロンガに改造され、『怪獣総進撃』用に再びバラゴンに戻された[253]。『ウルトラマン』のマスコミ向け撮影会時の茶色いネロンガは、背びれもなく黄色い虎縞もないパゴスの体色のままである。
- 第3稿（決定稿）では、パゴスの正式名称をパゴタトータス（PAGODATORTOISE[80]）としている[159]。ただし、第4稿（決定稿2）ではその記述は削除されている。
- 土中から出現するシーンが2度あったため、演じる中島は同じでは面白くないと考え2回目は背中で土を持ち上げて揺さぶる演技を行っている[250]。また、映画よりもセットが狭いため、建物を壊すシーンでは体全体を使って一気に押しつぶす動きとしている[250]。
- 『総天然色ウルトラQ』では、放送当時の『週刊少年マガジン』で表紙に用いられたカラーグラビアを参考に着色された[2][5]。分子破壊光線の合成については、着色委員会の品田冬樹が監督の飯島敏宏へ直接電話取材を行って確認した[2][5]。

### 『ウルトラマンタイガ』に登場するパゴス
『ウルトラマンタイガ』第11話「星の魔法が消えた午後」、第12話「それでも宇宙は夢を見る」に登場。
第11話では、長く地底にて眠っていたところを、ギマイラの胎動の影響で地上に追い出され、地表を破壊しながら地上へ出現する。想定外の出現にゼラン星人オショロが驚いて一時撤退する中、駆けつけたウルトラマンタイガを弾く超怪力と硬い背中の表皮、口から吐く分子構造破壊光線で圧倒する。タイガから交代したウルトラマンタイタスには力負けするが、背中を光らせて角から放つ螺旋掘削光線で右足を負傷させる。しかし、タイタスから交代したウルトラマンフーマにはそれまでの戦い方から柔らかな腹が弱点であることを看破され、光線を放つも上空へ回避されて後ろ足だけで立ち上がったところを急降下してきた彼の光波剣・大蛇で腹を切り裂かれた結果、腹這いの姿勢となって涙を流しながら力尽きて硬化する。
第12話では、前話での理由がギマイラが地下に伸ばした触手に住処を荒らされ、逃げ出した見慣れない地上に怯えていたためであることが判明する。ヒロユキたちからは外来種によって脅かされた在来種と評されるなど、被害者としての面が強調された。その後、地表へ出現したギマイラが二度も暴れたこともあって岩のように崩れた遺体は、タイガによるギマイラの撃破を経て工事業者の手で撤去されていく様子が描かれている。
- スーツアクター：新井宏幸[258]
- スーツは新規造形[263][264]。
- 地割れシーンは、『ウルトラマンR/B』でのネロンガとの差別化も意図している[264]。
- 脚本を担当した小林弘利は、パゴスは被害者であるとしており、後半でも遺体を描写することで影を落とすことに自身がウルトラマンを書く意義を感じたと述べている[264]。演出でも、昭和シリーズのように目の電飾を落として瞼を閉じる描写や涙を流す描写により、被害者であることを強調している[264]。
- 第11話・第12話のショベルカーやトラックなどのミニチュア車両が細かく動く描写や、それらによってパゴスの遺体が撤去されていく描写は、両話の監督を担当した辻本貴則が、過去のウルトラシリーズであまり見られなかった「怪獣の遺体の存在」にこだわったことによるものであり、トラックの「辻本組」の表記も美術スタッフの粋な計らいによるものであるという[265][266]。遺体はスーツを置くだけではなく、鳥を合成するなどして日常性を表現している[264]。

### 『ウルトラマンZ』に登場するパゴス
『ウルトラマンZ』に登場。複数の話に同一の諸元を持つ個体が登場するが、同一の個体とは明言されていないため、区別して記述する。

#### 第18話に登場する個体
第18話「2020年の再挑戦」に登場。
ケムール人の消去エネルギー源によって発生する電磁波に引き寄せられ、地中から桐元市郊外に出現する。駆けつけたストレイジの特空機に分子構造破壊光線を放って応戦するが、計画の邪魔になると判断したケムール人によって消去される。その後、ケムール人がウルトラマンゼット デルタライズクローに倒されたことによって生還し、あわてて地中へ引き返す。
- スーツアクター：新井宏幸
- 第18話監督の辻本貴則によれば、パゴスが出現する際の駅前ロケは府中駅にて行なったそうである[268]。

#### 第23話に登場する個体
第23話「悪夢へのプレリュード」に登場。
暴走状態の影響によって高熱火球を口から放射する。
ゴメスに続いて葛葉山の地中から出現し、ゴメスやデマーガと共にウルトロイドゼロを追いつめるが軽々と投げ飛ばされ、D4レイによって2頭と共に消滅させられる。
- スーツアクター：新井宏幸

### 『ウルトラマントリガー エピソードZ』に登場するパゴス
『ウルトラマントリガー エピソードZ』に登場。
2度にわたって新生GUTS-SELECTと戦った地底怪獣。

### 『シン・ウルトラマン』に登場するパゴス
映画『シン・ウルトラマン』に登場。
敵性大型生物第6号として出現し、地底禍威獣「パゴス」と命名されるが、放射性物質を捕食することから、放射性物質捕食禍威獣と改名される。禍特対の指揮によって駆除される。
- 少しでもCGモデルのコストが削減できるように、『Q』の時と同様にパゴス→ネロンガ→ガボラと繋がるように選ばれた[77]。

### 『ウルトラマンデッカー』に登場するパゴス
『ウルトラマンデッカー』第6話「地底怪獣現わる！現わる！」に登場。
学名は「パゴトータス」。本編開始から8年前にも出現例が確認されている。
人間が地下深くの「超臨海メタル」を採掘したのを自分の縄張りを荒らされたように感じて出現した地底怪獣。武器は口から吐く分子破壊光線。出現の前兆として金色の虹と呼ばれる謎の発光現象が発生する。
- スーツアクター：高橋舜
- スーツは『タイガ』の時に作ったもの[272]。

### 『ウルトラマンアーク』に登場するパゴス
『ウルトラマンアーク』第9話「さよなら、リン」に登場。
分子構造破壊光線を口から吐く地底怪獣。分子構造破壊光線を地底で吐くと、金色の虹のような発光現象が天空で起き、パゴス出現の予兆となる。ネロンガとは敵対関係にあり、地上へ出現する以前に大きな傷を負わせるなどして追っていた。
星元市郊外にネロンガを追って出現した。最後はネロンガとともにルーナソードクレセントによって一刀両断される。
- スーツアクター：高橋舜
- 作中世界では採取された細胞から、ネロンガ・マグラー・ガボラとは共通の祖先を持つ怪獣と考えられている[274]。

### その他の作品におけるパゴス
- 市川利明の制作ノートによれば、第2クールの終盤で「パゴス対ギョオ（魚型怪獣。ピーターも候補）」、「東京大津波（パゴス対ケムール人対ガラモン）」での再登場が予定されていた[出典 131]。また「ガラモンの逆襲」のセットで撮影された特写会のスチール写真（東京タワーを挟んでペギラ、パゴス、カネゴン、ゴーガが集合）が存在している。
- 『ウルトラマン』第9話「電光石火作戦」は本来パゴスを再登場させる予定だったが（準備稿と決定稿のタイトルは「パゴス反撃指令」）、着ぐるみがすでにネロンガに改造されていたため、新怪獣ガボラ（ネロンガの改造であるマグラーをさらに改造）を出すことになった（改訂稿のタイトルは「ガボラ誘導せよ！」）。
- 『ウルトラセブン』の企画段階では、レッドキング、アントラー、ペギラと共に、カプセル怪獣として登場する構想があり企画書に名前が挙がっている[5]。最初期に執筆された準備稿「漂流する惑星」は脚本家が同じ山田だったこともあり、変身できないモロボシ・ダンに代わってリッガーと戦う予定だったが、半年以上を経た決定稿「散歩する惑星」でカプセル怪獣はウインダムに変更され、さらに撮影の段階で新怪獣のアギラに変更された[277]。
- 漫画『ウルトラマン超闘士激伝』では、ザム星人が率いるエンペラ陸軍のメタルモンスの中にパゴスをモデルにしたものが存在する。
- 『ウルトラマンマックス』第29話「怪獣は何故現れるのか」にも登場予定があったが、ネロンガ似の新怪獣ゲロンガに変更された。
- 映画『ウルトラマンZOFFY ウルトラの戦士VS大怪獣軍団』では、人類がウルトラ戦士の力を借りずに怪獣と戦っていた時代の怪獣としてゾフィーに紹介されているが、分子構造破壊光線の発射音は変更されている。
- 映画『大怪獣バトル ウルトラ銀河伝説 THE MOVIE』では、ベリュドラの胴体を構成する怪獣の1体となっている[59]。
- 『ウルトラマントリガー NEW GENERATION TIGA』では、テレビシリーズ第24話にメガロゾーアの影響でエタニティコアが暴走したことによる地球の危機に際し、避難していく個体が登場する。

## 誘拐怪人 ケムール人
第19話「2020年の挑戦」に登場。
2020年のケムール星から1960年代の地球を来訪した異星人。人類の未来の姿であるとも言われるが、定かではない。かつて、Xチャンネル光波で交信した内容を記録したという神田博士の著書『2020年の挑戦』によれば、医学技術の驚異的な発達により、内臓移植や皮膚の生成を繰り返して500歳という寿命を得るようになったが、歳月とともに進行する肉体の衰えには勝てず、地球人の若い肉体に着目して地球を来訪したとされている。
衰えたとはいえ、その身体は地球人を凌駕する運動能力を備えており、本気で走ればパトカー以上の速度で走行して移動する。後述の変身能力も持つほか、頭頂部の漏斗状の器官から放射する消去エネルギー源と呼ばれるゼリー状の可燃性物体を操り、触れたものを次々と消滅させ、ケムール星へ電送・誘拐する。天野と共に自家用飛行機に乗っていた物語の主人公・万城目淳も、この消去エネルギー源によって誘拐される。その夜、電話ボックスで電話をしていた由利子も消去エネルギー源を天井から浴びせられそうになったところを宇田川警部によって助けられるが、彼が目を離したすきに由利子は遊園地へ連れ去られる。ケムール人は変身能力で万城目に化け、由利子を油断させて不敵な笑みを浮かべながら正体を現し、逃げる彼女を襲い始める。そこへ駆けつけた警官隊に追い詰められ、宇田川に銃撃されると巨大化して消去エネルギー源を滴らせながら観覧車などを破壊するが、神田博士の発明品K・ミニオードから発せられるXチャンネル光波を東京タワーから放射されると悶絶して倒れ、頭頂部から消去エネルギー源を自身に滴らせながら消滅する。その直後、誘拐されていた万城目たちも上空から降りてきた煙にまぎれる形で出現し、生還する。
だが、消滅後に残った消去エネルギー源の水たまりはまだ人間を消去する機能を有していたため、事件解決後に不用意に水たまりに足をつけた宇田川は消去エネルギー源の力で消滅してしまった。
- スーツアクター：古谷敏[284][281]
  - デザイナーの成田亨は、ケムール人とラゴンを演じた古谷のプロポーションに惚れ込み、ウルトラマンのデザインを着想したとされる[5][288]。
- 脚本は、「映画『美女と液体人間』のようなもの」という円谷一からの要望をもとに、千束北男（飯島敏宏）が自身の愛好する宇宙の要素を加え、宇宙人による消失ものとなった[281][289]。消去エネルギー源の描写は、『美女と液体人間』に登場する液体人間と同じく有機ガラスを用いて撮影された[289]。
- 等身大時の声には1963年公開の東宝映画『マタンゴ』に登場する怪物マタンゴ（マタンゴ怪人）のものが流用されており[出典 138]、1966年放送の『ウルトラマン』に登場するバルタン星人の声と同一である。数種類あるこの笑い声の音源は、ビクターエンタテインメントから発売されている効果音CDで確認できる。
- 巨大化時の声には1955年公開の東宝映画『ゴジラの逆襲』に登場した時のゴジラ（アンギラスとの戦闘時）のものが流用されたが[293]、『ウルトラゾーン』以降は等身大時の声に流用された。
- 両手を大きく振り上げてジャンプするように走るという独特の走法は、飯島敏宏の演技指導によるものである[281]。速く走るためにローラースケートを履くなどの発想があったが、目を動かすためにモーターを3つ入れるなどしてスーツが重かったため、撮影では使えなかったという[294]。パトカーの前を走る描写は、パトカーの映像にケムール人を焼き込んでいる[281]。
- 初代を写したカラー写真は現存しないため、二代目などに流用された顔部以外の体色は不明であったが、デザインおよび着ぐるみに塗装した成田がギザギザ模様は鮮やかなブルーだった（ペンキを成田が自身で混色したと述べている）と証言したため、フィギュアなどはこの証言に基づいて塗装されている。特撮雑誌『宇宙船』Vol.31では、成田の塗装によるフィギュアが公開された[295]。
  - 2012年の『総天然色ウルトラQ』でも、成田が後年に描いたケムール人の絵を基として藍色っぽい青に着色されている[283][5]。頭部は『ウルトラマン』に登場する二代目にそのまま使用されていたが、デザイナーの意志の尊重と全体での統一感を持たせるため、目の色以外は異なるものとなった[283][5]。夜間シーンが多いことから着色が難しく、テストが繰り返された[283]。
- 着ぐるみの造形は、頭部・グローブ・ブーツを高山良策、ボディを成田と特撮班の美術スタッフが担当した[281][5]。黒いウエットスーツは、かつて『怪獣大戦争』に古谷敏がX星人として出演した際に測った体の寸法が成田のもとに渡っており、当初から古谷が着ることを前提に作られていた[296]。体の模様は、ジグザグに切った新聞紙を当てたスーツにシンナースプレーを吹き付けたもの[296]。頭部は『ウルトラマン』に登場する二代目やゼットン星人に[190]、胴体は『快獣ブースカ』に登場する人間コング（原始人のような容姿のサーカスの怪力男）に流用されている。
- 書籍『超人画報』（竹書房）では、アメリカのテレビドラマ『アウター・リミッツ』第1話に登場するグレートアンドロメダ星人の影響を指摘している[297]。
- 検討されていた第2クールのタイトル「東京大津波（パゴス対ケムール人対ガラモン）」への登場が予定されており、パゴスやガラモンと戦う予定だった[186][289]。

## 海底原人 ラゴン
第20話「海底原人ラゴン」に登場。
2億年前に地球を支配していた爬虫類から進化した海底原人。深海2万メートル（5千メートル）に棲息する陸海両生物。この個体は雌であり、乳房を持っているのが確認できる。卵生であり、数年に1度の繁殖期になると中心核がゼリー状に包まれた20センチメートルほどの卵を産む。卵は数日間かけ、カエルの卵と同じように中心核が胚発生を通じて肉体が形成され、親と同じ姿をした子供が孵化する。高い知能を持ち、基本的に温厚な性質だが、一撃で人体を砕くほどの凄まじい怪力を持つ。音楽を聴くと闘争心が抑制される。誤って水揚げされた自分の卵を取り返すために岩根島へ上陸し、遭遇した漁師や村人をその怪力で殺害したり家屋を破壊したりするなど暴れ回ったが、孵化した子供を返されて共に海底へ戻っていった。
- スーツアクター：古谷敏[304][300]
- 大伴昌司による原案では探検隊ものであったが、監督の野長瀬三摩地はそれでは映画『大アマゾンの半魚人』と変わらないと考え、映画『フランケンシュタイン』を意識したホラーに日本的な母子のメロドラマを加味したものとなった[300][307]。
- 書籍によっては、子供の名称をラゴンJr.[308]、ラゴンの子供[306]と記述している。
- 本作品でラゴンが音楽好きであることが紹介されており、後述の『ウルトラマン』における設定に生かされることになった。
- デザインは成田亨[300][90]。成田は一般的な半魚人像を描いたものとしている[90]。
- 造型は高山良策、目の電飾は倉方茂雄による[300]。撮影で使用されたスーツは、ウェットスーツにラテックスの鱗を張り付け、スプレットサテンで彩色したもの[309][310]。瞼と口は手の中にある握りによって開閉している[311]。子供の造形物はマリオネットのような構造で製作されている[98]。頭部は『ウルトラマン』の巨大ラゴンに流用された[190]。1994年時点で目と骨組みだけが現存していた[310]。
- 鳴き声はキングコングやバラゴンのそれを加工したものである[300]。
- 『総天然色ウルトラQ』では『ウルトラマン』登場時の色が参考にされたが、両作品に出演した桜井浩子のカラー放送用に塗り直されていたという証言をもとに、より落ち着いた色として着色された[302][5]。プロップも現存していたが劣化が激しく、目の色のみが参考にされた[302][5]。

## 宇宙エイ ボスタング
第21話「宇宙指令M774」に登場。
キール星人により破壊活動のために地球に送り込まれたエイのような姿の宇宙怪獣。宇宙から三浦半島沖海底に落下着水した卵状のカプセルから泡を放出しながら短期間で孵化し、船舶のエンジン音に反応して近くを航行するタンカーを突進攻撃で沈没する。マンタのようにジャンプする習性がある。
ルパーツ星人ゼミにボスタングが地球に潜入していることが地球人側に告げられ、海上保安庁の巡視船に誘き出された後、最後は航空自衛隊のF-86戦闘機によるミサイル攻撃で爆死した。
「ボスタング」とはキール星の言葉で「不滅の生命」を意味するとされている。
- ボスタングは『ウルトラQ』の未使用シナリオ「Oil S・O・S」に登場する予定だった怪獣クラプトンの操演用ミニチュアを改造し、流用したもの[出典 148]。爆破用のボスタングはクラプトンの小を改造したもの[317]。造形は高山良策によるもので、高山は「Oil S・O・S」の制作中止を伝えられていたが、すでにミニチュアを完成させていた[312]。映画『大怪獣バトル ウルトラ銀河伝説 THE MOVIE』では、クラプトンがベリュドラの左腕を構成する怪獣の1体となっている[59]。
- 特撮シーンのほとんどは東宝の大プールで撮影された[312]。
- 『総天然色ウルトラQ』では、現存していたプロップを参考に着色された[2][5]。海中の孵化シーンは、そのまま着色しただけでは光源が近く浅い場所に見えてしまうため、日本側で補正して深海を表現した[2][5]。
- 『大怪獣バトル ULTRA MONSTERS』および『ウルトラギャラクシー大怪獣バトル NEVER ENDING ODYSSEY』に直接は登場しないものの、キール星人が搭乗している宇宙船はボスタングを模した形状をしており、書籍では「ボスタング型宇宙船」とされている[出典 149]。

## ルパーツ星人
第21話「宇宙指令M774」に登場。
個人名はゼミ。ボスタングの存在と対抗策の必要性を地球人に伝えてキール星人の侵略から防衛する使命を帯びて地球を訪れていた宇宙人で、容姿は地球人と同じ。人形を通して、あるいは万城目たちの搭乗した飛行機を誘導した上でメッセージを伝えた後、中央図書館司書・一条貴世美と名乗って万城目たちに接触する。人間に対して友好的で、好戦的なキール星人とは宿敵の関係にある。
ゼミはボスタング撃滅後、地球に定住することになったが、彼女によれば他にも友好的な宇宙人が多数、地球に定住しているらしい。「あの人も」とゼミが視線を向ける先にいた宇宙人は、姿こそ人間と同じだが、皆同じデザインのサンダルを履いていた。ラストシーンでは「あなたの隣の方、その人も宇宙人かもしれませんよ」と視聴者に向かって語る。
- 演：水木恵子
- 演じる水木は、監督の満田かずほが過去に携わっていたTBSの番組に出演しており、満田は水木が結婚後に引退したものと思い込んでいたが現役であったことを知り、本作品に起用した[29]。
- ルパーツ星人のサンダルは地味なものが用いられていたが、『総天然色ウルトラQ』では印象的にするため金色に着色された[2]。
- 朱川湊人の小説『ウルトラマンメビウス アンデレスホリゾント』では直接登場はしないものの、「ガーベラ遭難事件」の情報提供者として名前が語られている。

## キール星人
第21話「宇宙指令M774」に名前のみ登場。
あらゆる情報が一切不明な謎の宇宙人。好戦的な宇宙人で、地球にボスタングを送り込んで攻撃させる。平和を愛するルパーツ星人と対立しており、それゆえ常に自分の邪魔ばかりしてきたルパーツ星人を激しく憎んでいる。
- 『ウルトラQ』では姿を見せていないが、下記の『大怪獣バトル』シリーズに登場した際に詳細な姿が設定され、ルパーツ星人同様の人間と同じ顔をしたヒューマノイドタイプの宇宙人であるとされた。
- 小学舘コロタン文庫『ウルトラ怪獣500』には、キール星人の姿は不明であることから、代わりにボスタングが孵化した際の写真を掲載している[要ページ番号]。

### キール星人ヴィットリオ
データカードダス『大怪獣バトル ULTRA MONSTERS』のストーリーモードに登場。
レイオニクス（怪獣使い）の一人であるキール星人の少年で、ボスタング型の宇宙船に搭乗している。EXゴモラでレイオニクスバトルに参加する。地球人に対して敵対的な態度をとっており、主人公とピグモンに対しても挑発的。だが、何度か主人公たちと出会って行くうちにその実力を認めていき、レイオニクスについて教えたり、過去のボリスに飛んだババルウ星人を追うのを手伝ったりと少し協力的になった。そして、第16話で主人公の怪獣と自分のEXゴモラを戦わせる。だが、戦いの最中にレイブラッド星人の操るシルバーブルーメに捕らわれ、レイオニクスパワーを吸い取られてしまう。そして第18話でレイブラッドが憑依したデスフェイサーのネオマキシマ砲から主人公たちを庇ったために、戦えなくなるほどの大ダメージを負うも、自分のバトルナイザーを主人公に託して主人公を勝利へ導く。
その後、レイブラッド亡き後の『NEO』にも登場。レイオニクスバトル目当てではなく、レイブラッドに似た邪気を感じて並行世界にやって来て、そこで主人公とカネゴンと出会い、以後共に行動するようになる。どういうわけか覚醒しており、以前持っていたバトルナイザーはネオバトルナイザーに変化している。また、『EX』での一件があってかどうかは定かではないが、『EX』登場時と比べると性格がやや丸くなっており、挑発的な態度は全く見せていない。それどころか、カネゴンがノーバによって狂わされた際に慌てたり、EX第18話での出来事を自分が解決したように自慢げに話したり、宇宙船がワームホールを抜けた際の衝撃でひっくり返ったり、グランデに「チビ」と馬鹿にされてショックを受けてむきになったりと、やや子供のような一面とコミカルな部分が目立つ。
グランデ同様マスクを着けており、その下がどのような顔になっているのかはゲーム本編では明かされないが、漫画『大怪獣バトル ウルトラアドベンチャー』のレイブラッド編最終話にて明らかとなる。
また、本編以外でも『NEO』のバトルモードのEXラウンドにも登場。こちらではベロクロンを使役している。
- 声：日比愛子
- 『Q』では画面に登場しなかった外見が、このゲーム登場に際して初めて設定された。

### キール星人グランデ
『ウルトラギャラクシー大怪獣バトル NEVER ENDING ODYSSEY』第6話「史上最強のレイオニクス」、第7話「第二覚醒」、第10話「新たな戦いの地平で」、第12話「グランデの挑戦」、第13話「惑星崩壊」に登場。
過去にボスタングを送り込んだキール星人の同族のレイオニクスバトラーで、本作品におけるレイのライバル的存在。タイラント、レッドキングを操る。また同族が過去に地球を襲撃したこともあり、地球のことを知っていた。ヴィットリオ同様ボスタング型の宇宙船を所有している。
人を食ったような飄々とした掴めない性格であり、常に相手を煙に巻くようなふざけた言動をとるが、その本性は至福の喜びを闘いに感じる極めて好戦的で残虐。レイオニクスの中でも最強クラスの実力を持っており、その証であるネオバトルナイザーを所持している。しかし、レイブラッドの後継者争いには興味が無い。よく耳のピアスを鳴らす癖がある。
第6話にてヴィットリオと同じボスタング型の宇宙船で惑星ハマーに現れ、「弱い相手ばかりで飽き飽きしていた」という理由でレイにレイオニクスバトルを挑む。今まで数々の経験を積みレイオニクスバトラーとしてかなり高い実力を持つレイすらも全く相手にせず、タイラント1体でゴモラを完膚なきまでに叩きのめし、エレキングを消滅させる。
第7話ではレイの復活を感じ取りペダン星人の船団を殲滅し、パワーアップしネオバトルナイザーを持ったレイに狂喜して再びレイオニクスバトルを挑む。前回とは逆にタイラントが手も足も出ず叩きのめされ倒されるが、レイとは逆に自らタイラントとのリンクを切り、生存。「あの怪獣にもそろそろ飽きていた」と吐き捨て、レイに挑発とも再度の挑戦とも取れる言葉を投げかけて宇宙船で去る。レイとの再戦に向かう前に忠告に現れたケイトに惚れたらしく、再戦後に去る前にはレイに彼女を紹介するよう頼む。
第10話ではペダン星人のレイオニクスハンター部隊に襲撃されるが、本来は敵わないはずのレッドキングでキングジョーブラックを圧倒。レイオニクスハンターを驚愕させた。
第12話ではレイブラッド星人の後継者争い抜きの真のレイオニクスバトルを仕掛ける形で、レッドキングでレイのゴモラと再戦。始めはレッドキングをブレイブバーストさせることで戦いを優位に進めるも、レイがレイモンとなったことでブレイブバーストを起こしたゴモラに逆に追い詰められ、止めを刺されそうになる。だが、レイモンがレッドキングに止めを刺そうとするゴモラを止めたため、レッドキング共々一命を取り留める。なお、この時にレイ同様教育係の姉がおり、その姉を殺したことでレイオニクスに覚醒したことが明らかになっており、最強のレイオニクスになろうとしているのはその犠牲に報いるためだと語る。
そして第13話においてバトルを楽しむことと、ケイトをまだ紹介してもらっていないことを大義名分にレイの救援に駆け付け、レイブラッド星人が憑依したアーマードダークネスに挑む。苦戦を強いられるが、レイと共にレイブラッドの力を覚醒させてレッドキングをEXレッドキングに進化させ、アーマードダークネスを倒した後、再度の挑戦をレイに告げて惑星ハマーを去る。去り際にも自分たちの戦いが何だったのかと呟いた直後におちゃらけてみせるなど、最後まで彼らしい一面を見せる。
ゲーム版『NEO』のストーリーモードにも登場。同じキール星のレイオニクスであるヴィットリオを「チビ」と呼んで馬鹿にする。また、本編以外でもバトルモードのEXラウンドに登場。こちらでもタイラントを使役する。
- 演：唐橋充（ゲーム版『NEO』のグランデの声優も同様に担当）
- ヴィットリオと同様に『Q』では不明だった外見が、本作品にて新たに設定された。また、映像作品でキール星人が姿を見せるのは本作品が初である[323]。
- デザインは後藤正行が担当した[324]。

### 『ウルトラマンタイガ』に登場するキール星人
『ウルトラマンタイガ』第9話「それぞれの今」に登場。
ヴィラン・ギルドの構成員である宇宙人の一人。
ヒュプナスとともにマイコの持つタリスマンを狙う。
- 声：工藤雅久

### 『劇場版 ウルトラマンタイガ ニュージェネクライマックス』に登場するキール星人
映画『劇場版 ウルトラマンタイガ ニュージェネクライマックス』に登場。
シャプレー星人とともにヒロユキを鋭いナイフのような武器で襲い、湊カツミと戦うが、グリムドが復活すると逃げ出してしまった。

## 巨人
第22話「変身」に登場。
由利子の友人・あや子の婚約者である蝶類学教室の昆虫学者の浩二が、高原で本来日本にいないはずのモルフォ蝶の猛毒性の鱗粉を浴び、焼け付くように体が熱くなって喉に猛烈な渇きを覚えて深山にあった沼の水を飲むことによって変身した姿。野生化の影響で人間の時よりも凶暴化しており、人語は喋れない。時間が経つにつれて感情を次第に失って野獣化し、思考能力も低下するが、最終的にはあや子の叫びを聞いて理性と記憶を取り戻し、一ノ谷博士によって開発された熱原子X線を浴びて人間としての感情や姿を取り戻す。
- 演：野村浩三
- 『ウルトラQ』の前身である『UNBALANCE』で原案を手がけた金城哲夫は、当時制作進行であった熊谷健から聞いた辰子姫伝説をもとに発想した[33]。
- 浩二の名はナレーションを担当した石坂浩二に由来する[33]。脚本を担当した北沢杏子は、執筆当時に放送作家による研究会で学生時代の石坂と知り合っていた[33]。
- 書籍によっては、モルフォ蝶の鱗粉が巨大化した原因としている[出典 159]。
- 『UNBALANCE』としての最初の台本（第1稿）では、骨子は完成作品とほぼ同一だが、クライマックスで巨人となった浩二があや子と会話を交わすシーンの存在、浩二が熱原子X線によって元の姿に戻った直後に絶命するという点が異なる[33]。
- 『総天然色ウルトラQ』では、日焼けをしているという想定で肌を浅黒く着色された[2][5]。腰巻きは、放送当時の雑誌で「赤い」と記述されていたが、これはモノクロ撮影での発色を考慮したものと判断され、自衛隊のテントを用いたという想定でサンドカーキとなった[2][5]。
- 映画『大怪獣バトル ウルトラ銀河伝説 THE MOVIE』では、ベリュドラの胴体を構成する怪獣の1体となっている[59][5][注釈 42]。

## 巨蝶 モルフォ蝶
第22話「変身」に登場。
実在のモルフォチョウをベースとしており、異界への入り口を示すシンボルとして表現されている。南米アマゾンにしか生息せず、劇中では長野県の蓼科高原に生息しており、八ヶ岳奥地の湿地帯に大小数匹登場し、浩二が巨大化したシーンでも2匹が飛んでいる。
- 脚本ではキプリスモルフォとなっている[136][327]。
- 書籍『ウルトラマン画報 上巻』では、浩二と同様に沼の水を飲んだため巨大化したものと推測している[4]。
- 『総天然色ウルトラQ』では、青系のモルフォチョウではなく、紫系のオオムラサキやムラサキシジミなどが参考にされた[5]。
- メタリックブルーの羽根となっている[330]。

## 大ダコ スダール
第23話「南海の怒り」に登場。
ミクロネシア群島の南海の孤島・コンパス島の近海に位置する海域「死の海」に生息している、巨大なタコ。武器は巨体と長大な8本の触腕による怪力で、上陸後も巨体を難無く移動できるほか、人間を絞め殺すことができる。
コンパス島の原住民に守り神として崇拝される一方、祟り神として畏怖されていたが、島の近海を航行していた漁船・第五太平丸を襲って沈める「漁船遭難事件」を起こす。その後、「死の海」を取材に来た万城目たちの通報を受けた国連飛行隊の爆雷攻撃で手負いとなって上陸したところ、父を殺害された第五太平丸の若い漁師・雄三や、家族を殺害された島の娘・アニタに率いられて決起した原住民たちや万城目たちと対決し、皆の投げた無数の槍やアニタのライフルの連射を受けたうえで眉間に雄三の投げた槍が突き刺さり、絶命する。
- 巨大なタコの登場は、『UNBALANCE』のサンプルストーリー「大蛸の逆襲」「老婆と美女」などでも検討されていた[29]。
- 造形物は東宝映画『フランケンシュタイン対地底怪獣』で制作された大ダコの流用で[出典 169]、足1本のみ新規に高山良策により造型されている[出典 170]。撮影で使用されたものは、東宝に返却され、『フランケンシュタインの怪獣 サンダ対ガイラ』に使用された[335][336]。
- 原島民たちや万城目たちがスダールと戦うシーンは『キングコング対ゴジラ』の映像を一部（モノクロ）流用しており[出典 171]、脚本自体がこの流用を前提に書かれている。
- 成田亨により巨大魚としてのデザインが描かれているが、脚本が大ダコの流用を前提としていたため未使用に終わった[145][90]。
- 名称の由来は酢蛸[331]。
- 『総天然色ウルトラQ』では、実際のタコの色をもとに着色された[2][5]。『キングコング対ゴジラ』からの流用部分は二重の複製となったため補正された[2][5]。

## 貝獣 ゴーガ
第24話「ゴーガの像」に登場。
サザエの殻のような貝殻とカタツムリのような体を持つ巨大生物。眼から溶解液（破壊光線）を発して人間を溶かす。後部の巻き貝の後尾をドリルのように高速回転させ、地中を掘り進んで移動することもできる。
凶悪な美術品密輸団によってアーブ国から東京に密輸入されたゴーガの像に幼体が封印されていたが、像をレントゲン撮影する際に照射された放射線の影響で目覚め、短期間で巨大生物に成長して密輸団員たちを殺害し、東京の町を破壊する。6,000年前にアランカ帝国に悪徳が栄えたためにゴーガが甦って一夜で滅ぼしたという伝説のうち、「ゴーガは火の海と共に没す」という部分に倣ってタンパク質に対して強い腐食性を帯びた苛性カリ弾で両目を潰されたのち、神田に集結した自衛隊火器部隊の一斉攻撃で倒される。
- 「太古から甦った貝の怪獣」というコンセプトは、NG脚本の「化石の城」のアーム貝を継承している[29]。「化石の城」の原型となったサンプルストーリー「生きている化石」のプロットでは怪獣の名前はカイゲルであった[29][339]。中生代ジュラ紀のトゲの付いた貝殻を持つザリガニの怪物という描写であった[339]。
- デザインは成田亨[90]。モチーフは貝殻とナメクジ[90]。
- ゴーガは大（1メートル）・中（30センチメートル）・小（8センチメートル）の計3体が造型されたが[337]、一番大きいものは撮影時に作中描写のまま、実際に焼却された。ドリルのギミックは書籍『ウルトラマン白書』では倉方茂雄によるものと記述しているが[146]、書籍『キャラクター大全 総天然色ウルトラQ下巻』では佐々木明と記述している[337]。
- 脚本では目から溶解液を放つとされていたが、映像では光線として表現されている[337]。書籍『円谷プロ全怪獣図鑑』では「怪光線」と記述している[10]。
- 「ガラモンの逆襲」のセットで撮影された特写会のスチール写真（東京タワーを挟み、ペギラ、パゴス、カネゴン、ゴーガが集合）が存在している。
- 『総天然色ウルトラQ』では、現存していたカラー写真を参考に着色された[2][5]。特撮シーンで映り込んでいた操演スタッフの手は修正されている[2]。
- 『ウルトラマン』のオープニングのシルエットには、ゴーガのものが使用されている。
- 映画『大怪獣バトル ウルトラ銀河伝説 THE MOVIE』では、ベリュドラの左腕を構成する怪獣の1体となっている[59][5]。

### 『シン・ウルトラマン』に登場するカイゲル
映画『シン・ウルトラマン』に登場。
敵性大型生物第5号として出現し、溶解禍威獣「カイゲル」と命名される。初出動した禍特対と自衛隊の連携攻撃によって駆除される。
- デザインは成田亨が『Q』のLDのライナーに描いたイラストが基となっている[77]。

## 悪魔ッ子 リリー
第25話「悪魔ッ子」に登場。
奇術師・赤沼の催眠術で毎夜眠らされ、幽体離脱の芸を披露していた東洋大魔術団のマスコット的存在であった少女・リリーの身に催眠術をかけ過ぎた結果、その影響でシナプス（神経細胞間や多種細胞間の信号を伝達する部位）の破壊現象が発生してリリーの精神のみが肉体から分離し、興味を抱いた欲しいものを手にするために数々の災厄を引き起こすようになった。精神が白くぼやけて見えるのは、一種の電気信号であるシナプスがプラズマ現象に似た作用で実体化した影響と見られる。
精神はリリー本人の意思とは関係なく深夜にさまよい始め、殺人すら犯すようになる。ついにはリリーの肉体をも抹殺しようとするが、肉体が列車に轢かれる直前に一ノ谷博士の開発した人体電気操作機・超短波ジアテルミーの超短波によって人体電気のプラスとマイナスのバランスを修正し、肉体と精神が融合した結果、シナプスの破壊現象は収まった。
- 演：坂部紀子
- 『ウルトラQ』の前身である『UNBALANCE』時代に原案を手がけた熊谷健は、座敷童子から発想したと述べている[33]。
- 精神体のリリーは黒バックで撮影した姿をフィルムに光学合成で焼き込む表現が用いられた[340]。作画合成による表現が1カットのみ存在している[340]。
- 終盤の舞台は、当時SLが走っていた八高線[340][33]。クライマックスで万城目が線路からリリーを助けるシーンは、円谷プロの依頼で列車を走らせ、合成ではなく一発撮りで行われた[340][33]。
- 笑い声は、東宝映画『マタンゴ』に登場する怪物マタンゴ（マタンゴ怪人）の声を流用している[291][292]。
- シナリオでは、赤沼はリリーを赤ん坊の時分に拾い、我が子のように育ててきたことが語られている[5]。
- 『総天然色ウルトラQ』では、肌の色が濃いことからそのまま着色すると幽体の方が血色良く見えてしまうため、青白く光るように着色された[2][5]。
- 『ウルトラQ dark fantasy』では、リメイクキャラクターのリリーが登場している[5]。

## 深海怪獣 ピーター
第26話「燃えろ栄光」に登場。
ボクサーのダイナマイト・ジョーがフィリピン沖にて釣り上げて捕獲し、飼育していた超深海生物。ジョーは試合の結果を予知する能力があると思っているが、万城目は単なる自己暗示ではないかと解釈している。
学名はアリゲトータス（ALLIGATORTOISE）。体内の特殊なリンパ液によって温度に敏感に反応するようになったほか、周囲の気圧や水圧の変化で体の大きさが変わる特徴があり、水中では小さいが上陸すると人間ほどの大きさになる。「次はお前が負ける」と予言されたジョーと共に姿をくらました後、ピエロとして働いていた彼と共に万城目たちに発見されるが、落雷で発生した山火事によって数十メートルまで巨大化する。万城目は海に入れば元に戻ると考え、ジョーが誘導を試みるが、海への道中にあった可燃物のガソリン入りのドラム缶を蹴飛ばして引火した結果、炎の中に姿を消した。生死は不明。
- スーツアクター：中村晴吉[出典 183]
- ダイナマイトジョーが水槽で飼育しているシーンの小さなピーターは、メガネカイマンなどのワニの子供を撮影に使用している[2][5][注釈 43]。
- デザインは成田亨[342][90]。成田は既存の生物の巨大化はデザインしないという方針であったが、カメレオンそのままの姿となっている[90][22]。
- ぬいぐるみ制作はエキスプロダクション[342]。等身大時は四足歩行、巨大化時は二足歩行と、細部のデコレートが違う（本編撮影の後に改修された）。鱗に小さな鏡を貼り付けて炎の照り返しを受けるようになっているほか、口元に髭が生え、口には巻き舌のギミックが付いている。人間大時のアップシーンにも改修後の着ぐるみを使用している[342]。巨大化するシーンのピーターは、小型モデルを光学合成して使用している[342]。1966年4月に多摩テックで開催された「ウルトラQ大会」で展示されたのち[342]、高山良策によって『ウルトラマン』に登場するゲスラに改造された[22]。
- 火事のシーンは、東京美術センターがある丘のふもとにて消防車を待機させた状態で撮影された[342]。
- 『総天然色ウルトラQ』では、放送当時のイベントで展示されていた際のカラー写真を参考に着色された[2][5]。幼体の色はメガネカイマンが参考にされた[5]。顔のアップではセット裏のベニヤの梁が映っていたが、修正されている[2][5]。

### その他の作品に登場するピーター
- 中城健の漫画版『ウルトラQ』では、物語の展開は終盤まではほとんど同じだが、ラストはピーターと共にジョーも巻き込まれて炎の中に姿を消す結末となっている。
- 漫画『ウルトラマン超闘士激伝』では、バルキー星人が率いるエンペラ海軍のメタルモンスの中にピーターをモデルにしたものが存在する。
- マーベル・コミックと円谷プロのコラボレーションとして2024年に発表された、松本しげのぶ（シナリオ）と緋呂河とも（作画）による漫画『ウルトラマン アロング・ケイム・ア・スパイダーマン』（ULTRAMAN: Along Came a SPIDER-MAN, 小学館コロコロコミック）では、異次元列車によってMARVEL世界のニューヨークからM78世界の東京へ連れてこられたスパイダーマン（ピーター・パーカー）の前で初代ウルトラマンと戦う怪獣として登場[344]。攻撃によって初代ウルトラマンの数倍もの大きさにまで巨大化した後、性質を理解した初代ウルトラマンに防衛隊戦闘機の精密誘導弾から庇われ、海へ押し込まれたことによって一旦は縮小・鎮静化したもののまもなく再び巨大化するが、体内に（メフィラス星人によって秘密裏に）仕込まれていた熱源をスパイダーセンスで感知したスパイダーマンのウェブで除去された結果、フジ隊員の掌ほどの大きさにまで戻って彼女に保護される。
- 映画『大怪獣バトル ウルトラ銀河伝説 THE MOVIE』では、百体怪獣ベリュドラの胴体を構成する怪獣の1体として姿が確認できる[5]。
- 大怪獣バトルの第1弾に技カードとして登場。能力は本作品の展開を元にした「必勝の予言」。

## 四次元怪獣 トドラ
第27話「206便消滅す」に登場。
アザラシに似た姿の巨大生物。東京上空に発生し、太平洋戦争時から存在したと思われる、零戦の残骸などさまざまな物が散乱する、霧で覆われた「航空機の墓場」となっていた四次元空間に住み、そこへ迷い込んだものを2本の巨大な鋭い牙とヒレ状の前肢で襲う。超音速旅客機206便とその乗客に襲いかかった際には、万城目の操縦で離陸を始めた同便のジェット噴射により吹き飛ばされる。その後の生死は不明。
- スーツアクター：福留幸夫[8][345]
- 「虹の卵」と並び、『ウルトラQ』最多の4種類の台本が確認されている。このうち第1稿（『UNBALANCE』名義の準備稿）と第2稿（『ウルトラQ』名義の準備稿）は、山浦弘靖の単独執筆。異次元空間の謎を解明することに徹した展開となっており、怪物は登場しない[339]。第3稿（『ウルトラQ』名義の決定稿）から金城哲夫が加わり、本作品が怪獣路線に変更したことによるTBSの意向を汲んで怪獣を登場させた[出典 190]。
- 劇中では「トドラ」の名称は使われず、「巨大なアザラシ」と呼ばれている。脚本の表記は「大アザラシ」[33]。
- 着ぐるみは、東宝映画『妖星ゴラス』に登場した南極怪獣マグマにヒゲを追加して改造したもの[出典 191]。急遽怪獣を登場させることとなったため、着ぐるみの新造や大幅な改造をする時間はなかったとされる[345]。胴体は白く塗り直され、覗き穴が目立ってしまっている[33]。
- 『週刊ウルトラマンオフィシャルデータファイル』（デアゴスティーニ・ジャパン刊）によれば、四次元空間に零戦の残骸が散乱しているシーンは監督の梶田興治のお遊びだという[要ページ番号]。また、同書籍によれば、検討された第3クールに登場が予定されており、名前が確認されている[要ページ番号]。
- 『総天然色ウルトラQ』では、現存していたカラー写真や人工着色のブロマイドなどが参考にされた[2][5]。

### その他の作品に登場するトドラ
- 中城健の漫画版『ウルトラQ』では、オリオンの竜（本編のオリオン太郎に相当）を直接襲撃して殺害する役割が追加されている他、206便の噴射圧を受けたトドラの明確な絶命を示唆する場面が描かれるという映像作品との相違点がある。
- 鬼童譲二の漫画版『ウルトラQ』では四次元空間に大量のトドラの抜け落ちた牙が落ちている描写があり、物語の結末で噴射圧を受けることなく脱出する206便をただ見送っている。
- 『ウルトラセブン』の未発表作品「宇宙人15＋怪獣35」では、宇宙人連合により蘇生されて富士山麗から東京へ向かい、ピグモンの提案した怪獣ファイトでスカイドンと戦うシナリオが予定されていた。
- 映画『大怪獣バトル ウルトラ銀河伝説 THE MOVIE』では、ベリュドラの首を構成する怪獣の1体となっている[59]。

## 異次元列車
第28話「あけてくれ！」に登場。
現実世界から、時間と空間を超越した理想の世界へのジャンプ台の役割を果たす、謎の列車。理想の世界へ入る際には空間と乗客たちの過去の時間を突き抜けていくが、ここで過去の日常を振り切れず、「開けて」などと言うと途中で降ろされてしまう。この理想の世界へ続くジャンプ台は他にもあるようで、浮世に嫌気が差したSF作家の友野健二が理想の世界へ入る際には、どこまでも下っていくエレベーターが使用されている。
劇中にはこれとは別にもう1両、異次元へのジャンプ台代わりに使われたと見られる現実世界の車両基地から奪われた列車（こちらは路面電車）が登場する。現実世界から客観的に見ると空中を高速で飛び去っているように見えるこの列車も、やはり操車場から空へ消える。そして、一度降りるといかに現実に幻滅しても「連れて行ってくれ」と叫んでも、二度と乗せてはもらえない。
- 元になった列車は小田急3100形電車 (NSE)[5][339]。車輌の数が異次元では4両編成、現実世界では8両編成になっている。
- ミニチュアは第10話「地底超特急西へ」でも普通の電車として使用されており、新東京駅を通過している場面が見られる[5]。
- 車両内にて業務を行う「異次元列車の車掌」（演：堤康久）は、書籍『全怪獣怪人大百科』（ケイブンシャ）に掲載されたことがある[328]。また、書籍『円谷プロ全怪獣図鑑』（小学館）では、怪獣として「異次元に住む人」、その補足情報として異次元列車が掲載されている[10]。
- 『総天然色ウルトラQ』では、当時の小田急ロマンスカーの色が忠実に再現された[2][5]。夜空を飛行するシーンでは、特撮の照明が明るいため、暗く補正された[2][5]。
- イベント
  - 2015年に開催された「JR東日本 来たぞ我らの！ウルトラマンスタンプラリー2015」では、田町駅に配置された[352]。
  - 2019年に開催された「円谷コンベンション2019」および「円谷ワンフェス2019」では、ハシ鉄ロコシリーズの箸として出展された[353]。
- KADOKAWAとアスキー・メディアワークスによる擬人化萌え企画『ウルトラ怪獣擬人化計画』では、異次元列車さんとして擬人化されている。キャラクターデザインは今泉昭彦[354]。
- マーベル・コミックと円谷プロのコラボレーションとして2024年に発表された、松本しげのぶ（シナリオ）と緋呂河とも（作画）による漫画『ウルトラマン アロング・ケイム・ア・スパイダーマン』（ULTRAMAN: Along Came a SPIDER-MAN, 小学館コロコロコミック）では、スパイダーマンとドクター・ドゥームをMARVEL世界のニューヨークからM78世界の東京へ連れてくる役回りとして登場[355]。

## スタッフ
- 怪獣デザイン：井上泰幸、成田亨 ほか
- 着ぐるみ制作：高山良策、開米栄三、エキス・プロダクション ほか